# Список парков Еревана
Ниже представлен список парков Еревана, столицы Армении.

## Ачапняк

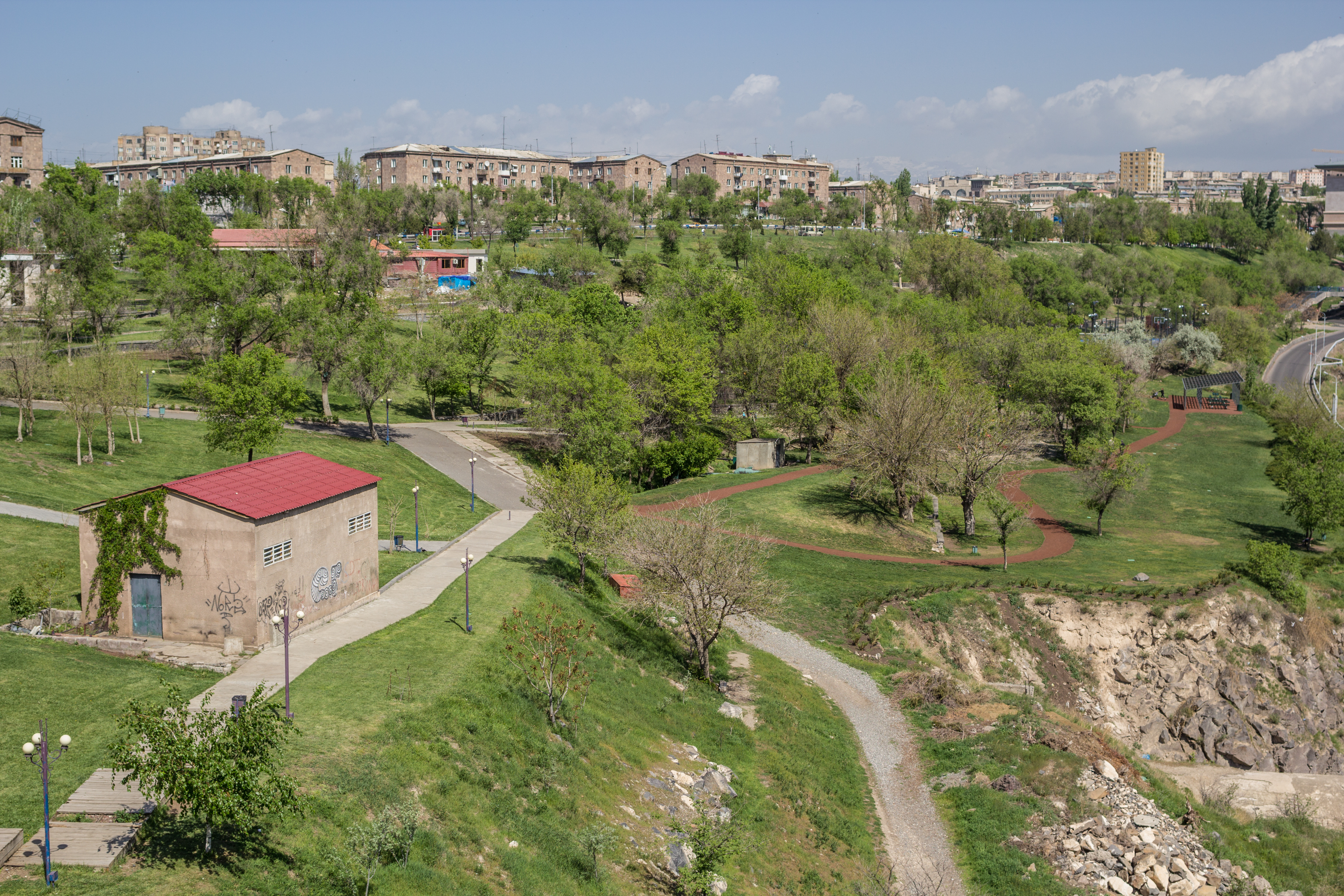
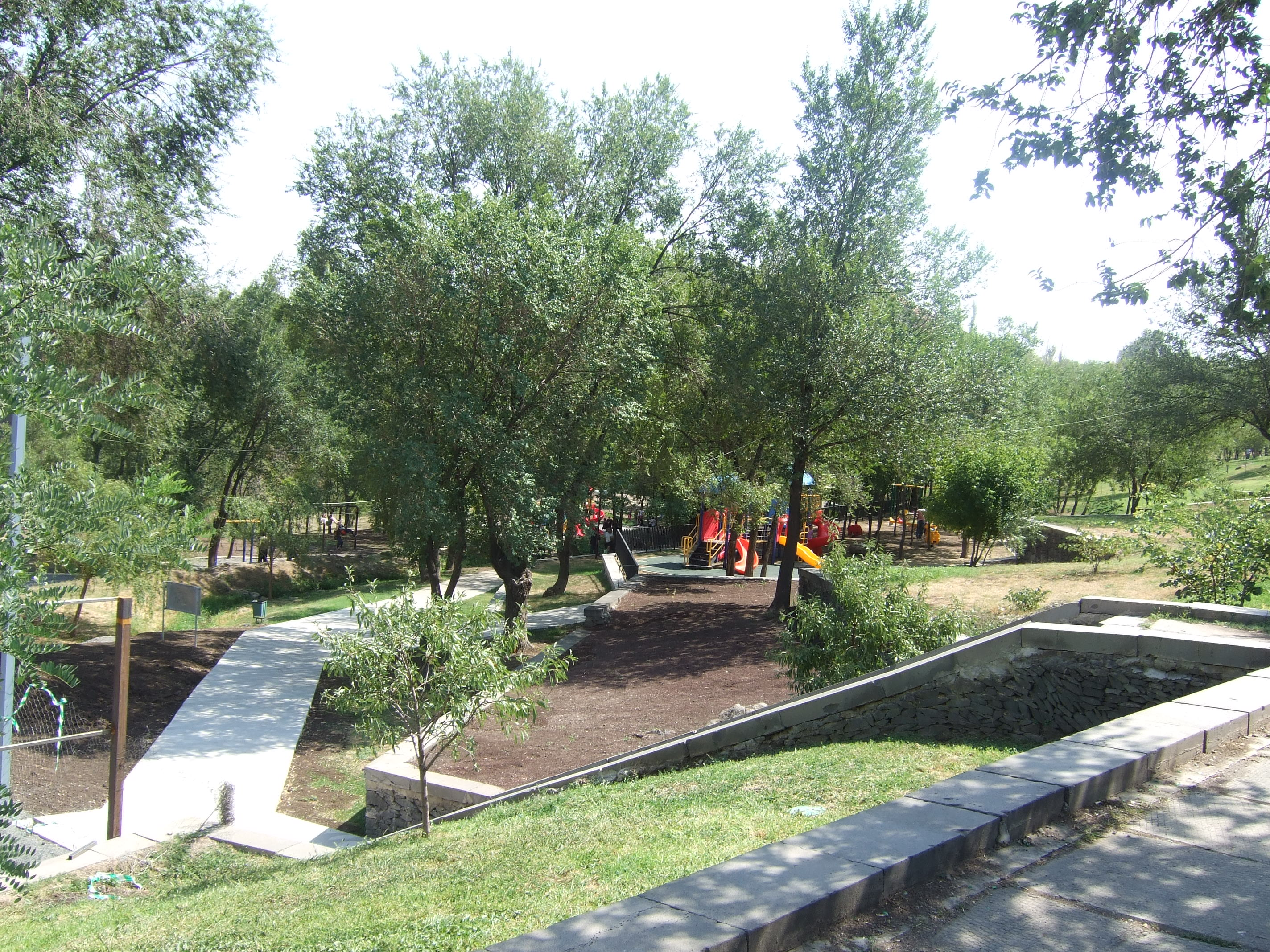
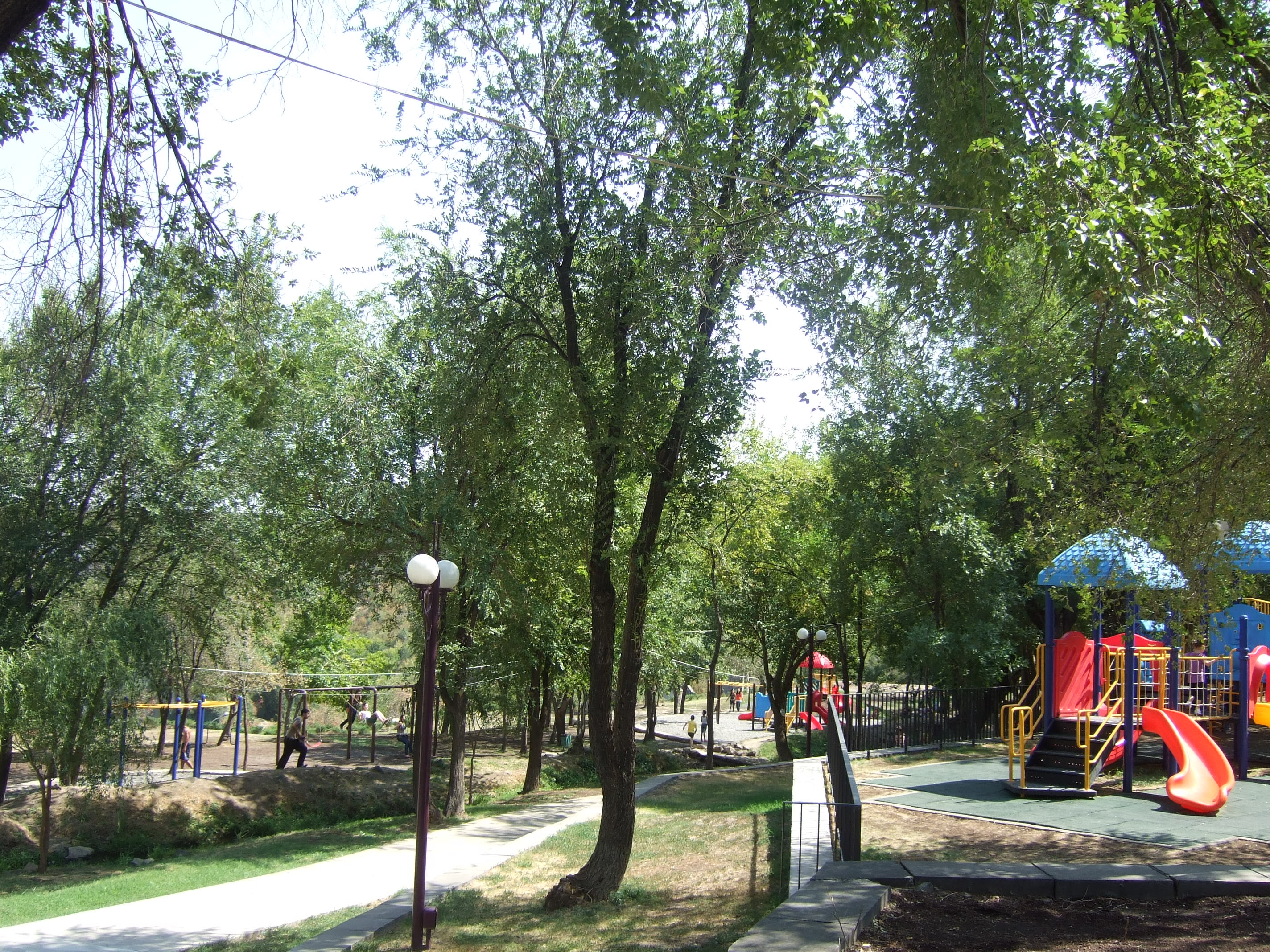

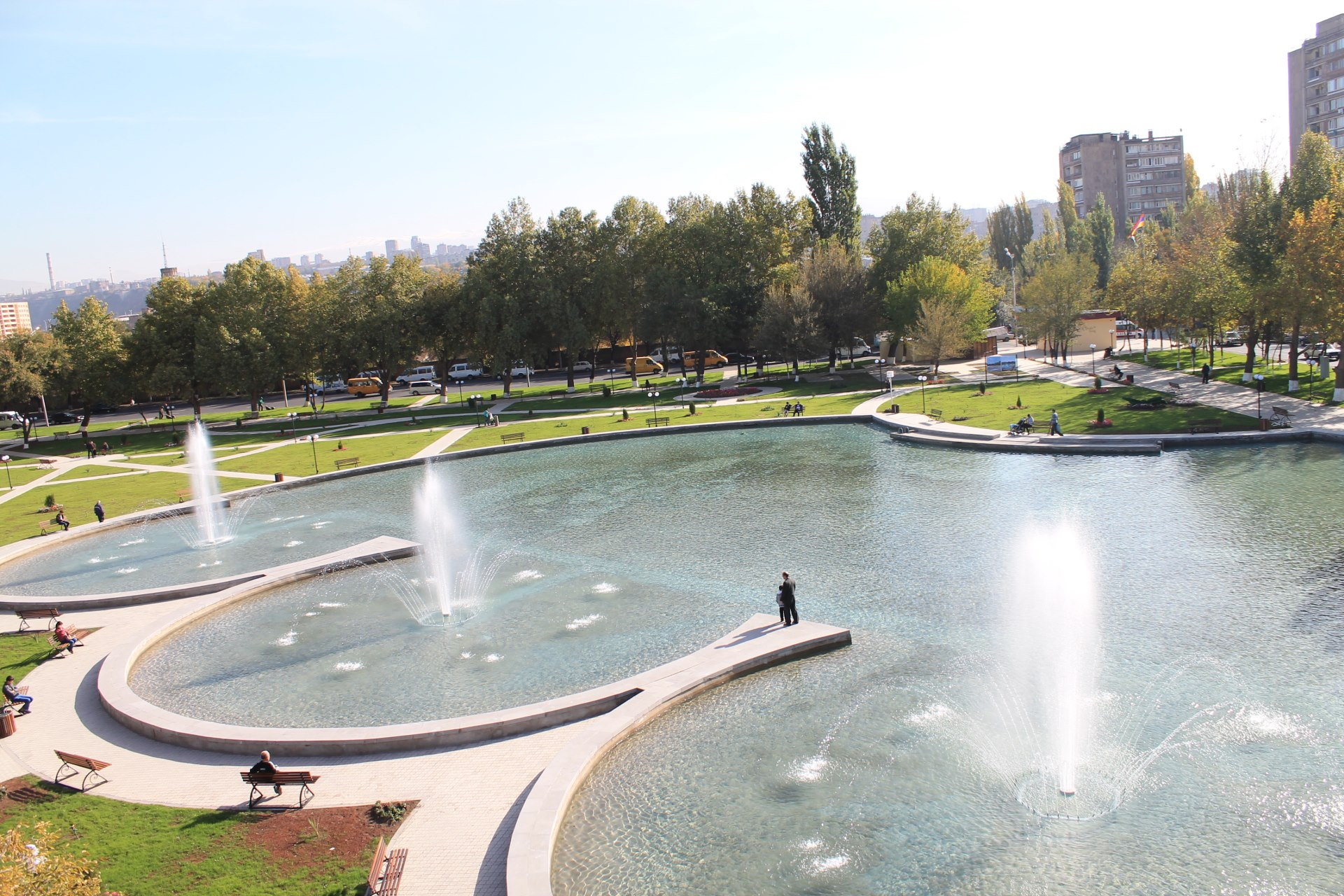

- Парк имени Туманяна

- Буэнос-Айресский парк

## Арабкир

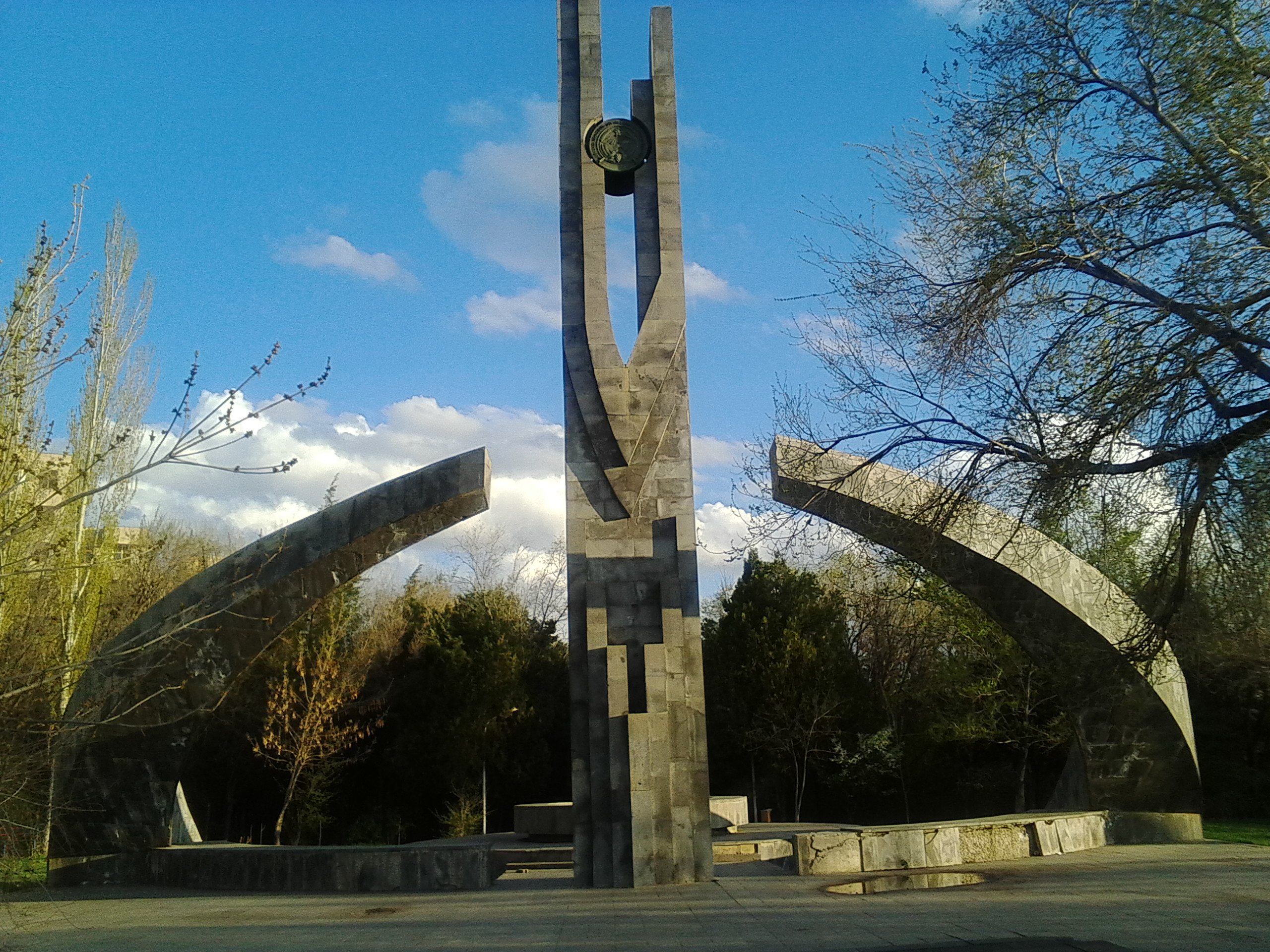

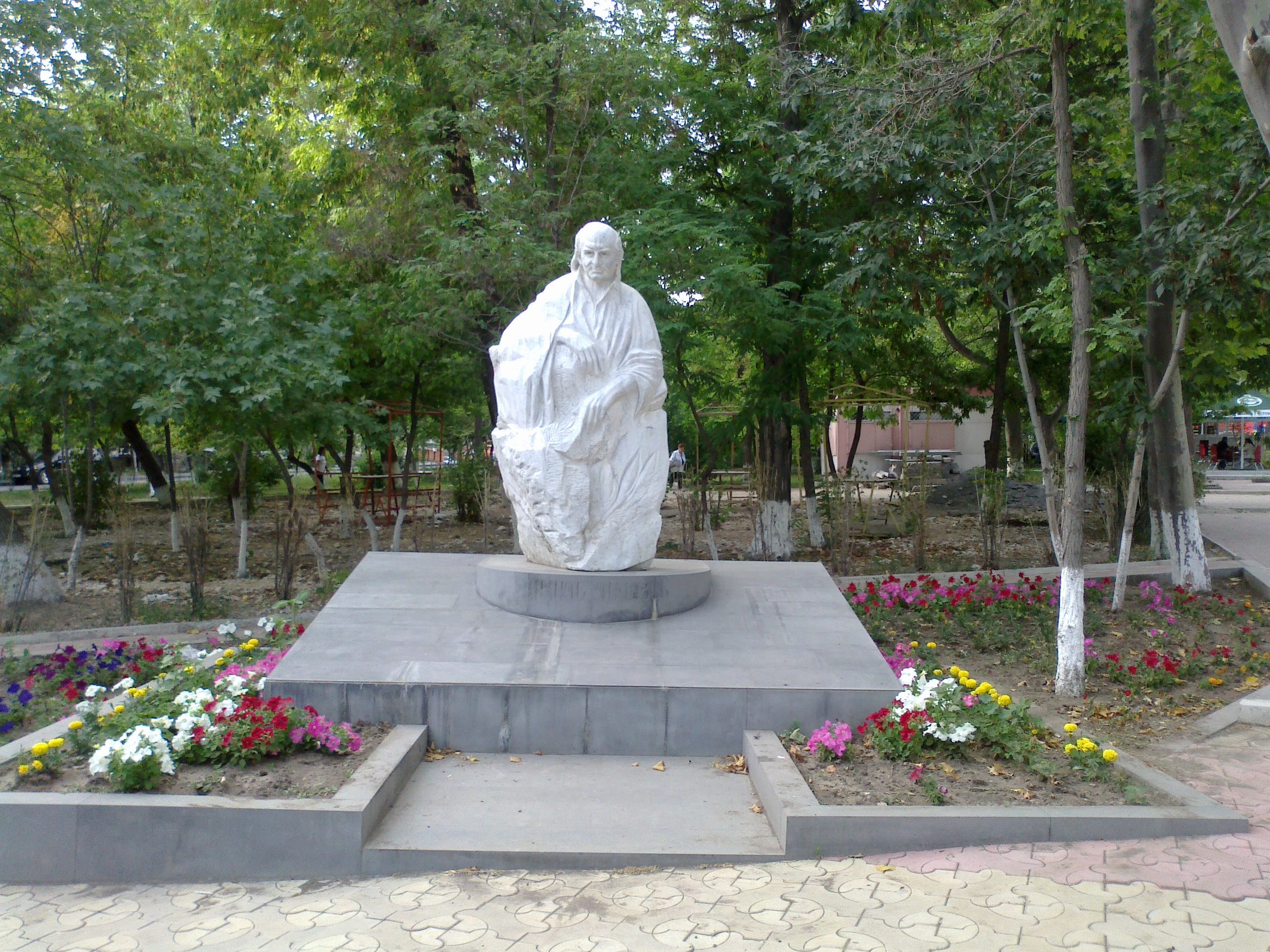

- Парк Нор Арабкир

- Парк имени Ваагн Давтяна

- Парк имени Сергея Мергеляна

## Давташен

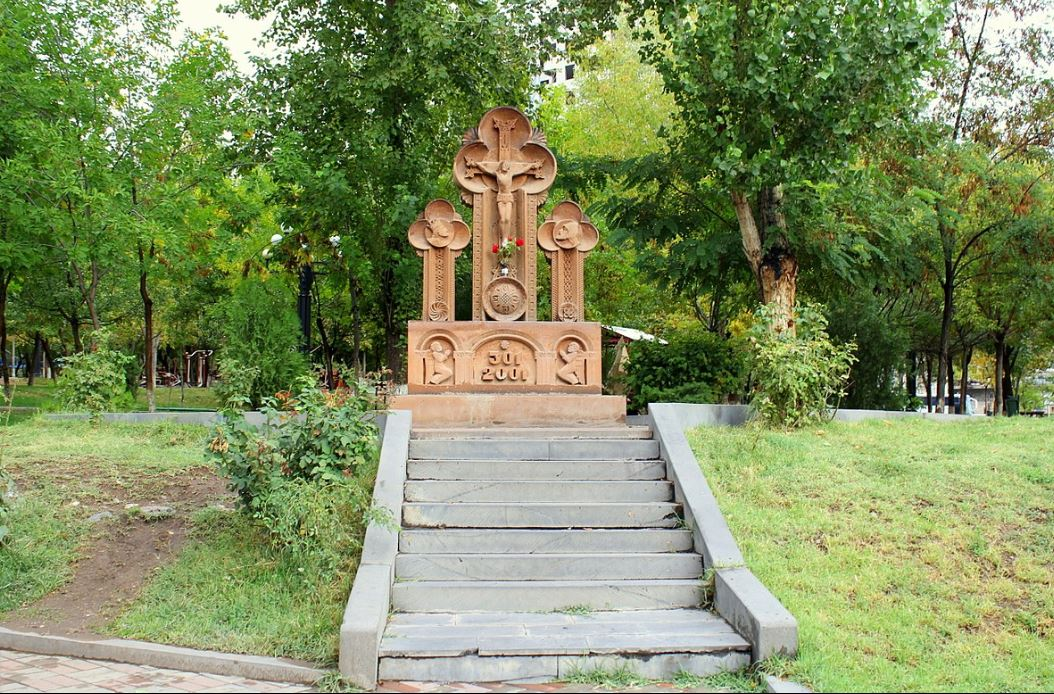

- Парк Давташен

## Аван

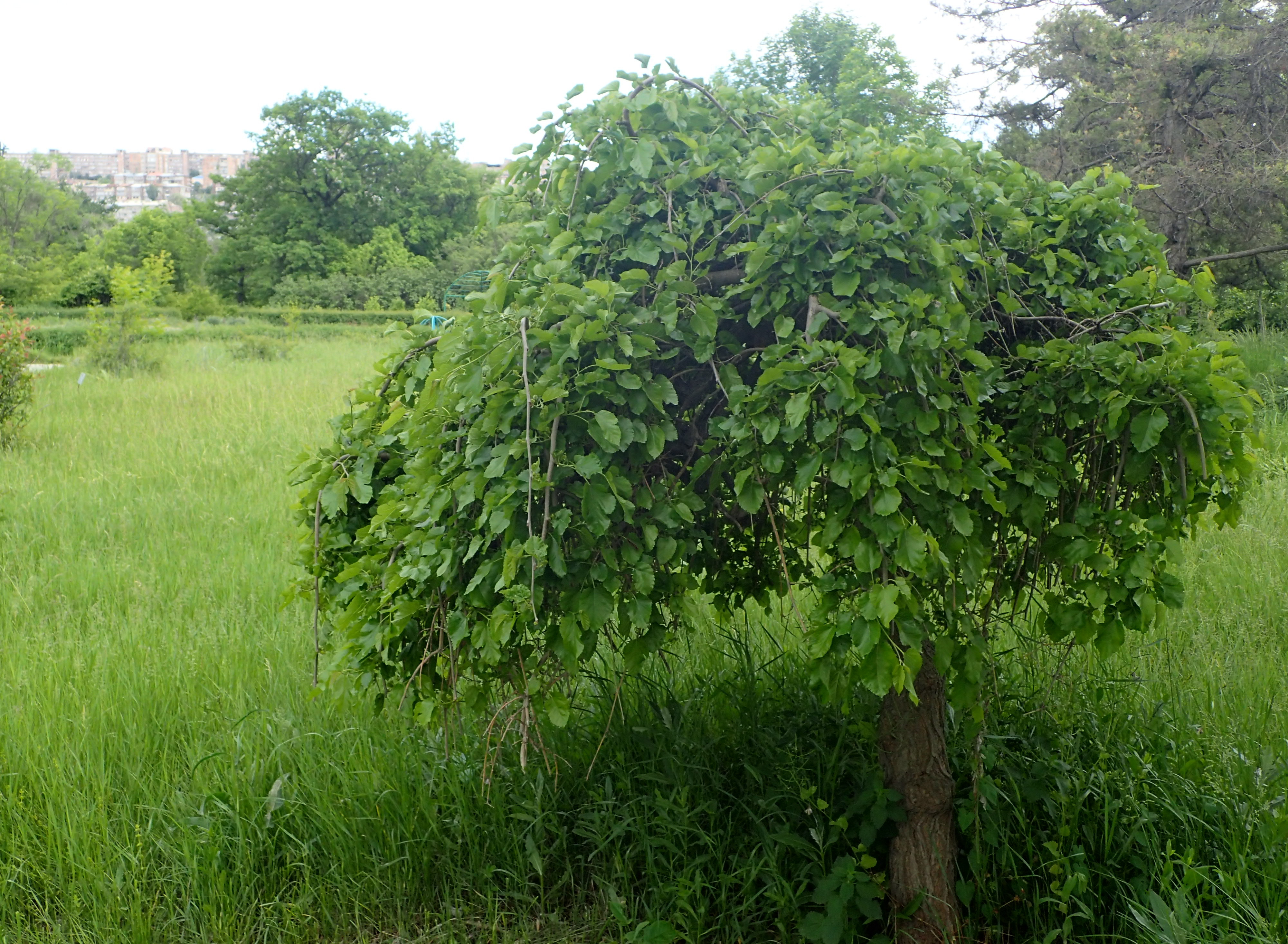

- Ереванский ботанический сад

- Аванский парк

- Семейный парк

## Эребуни

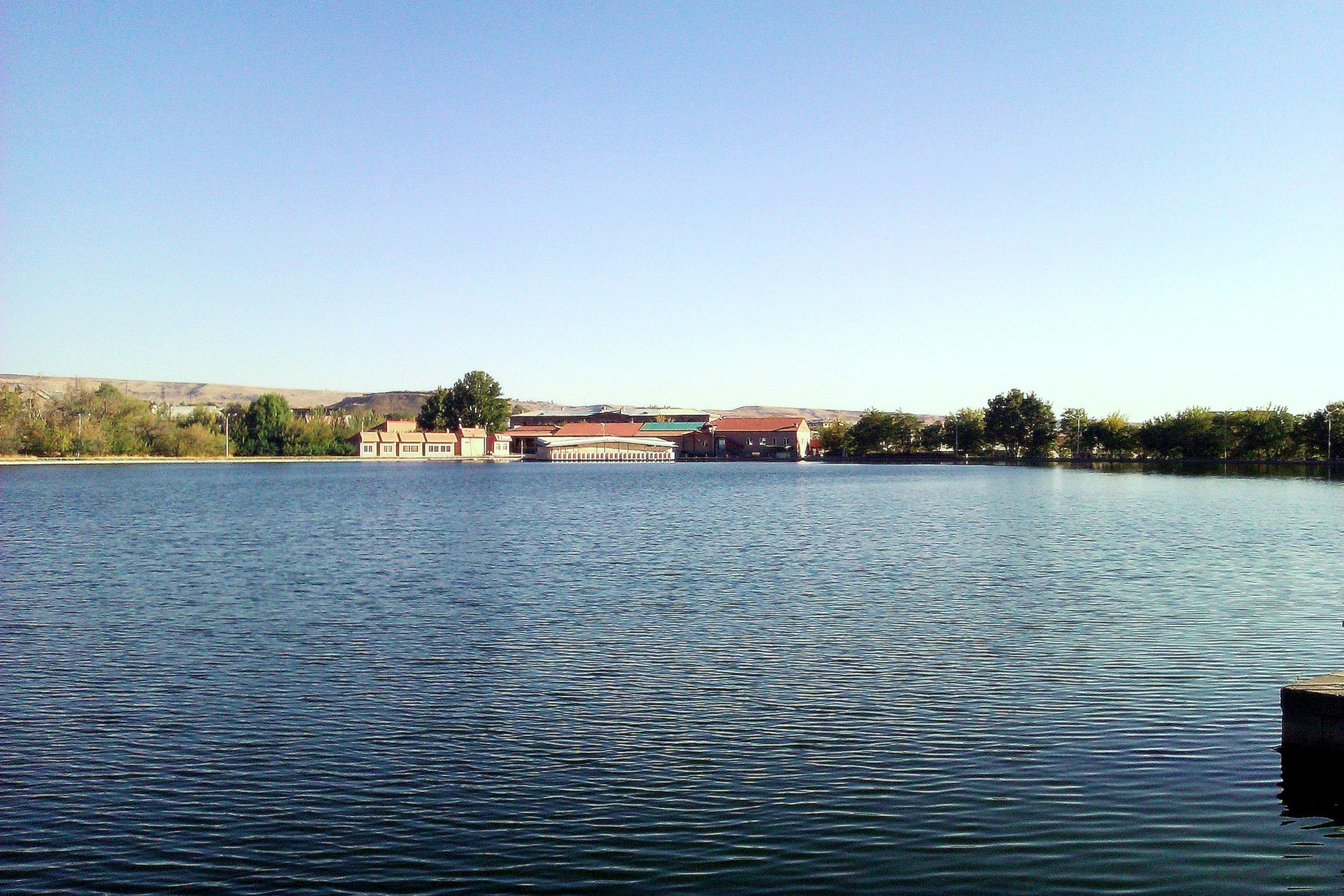

- Лионский парк

- Парк спасителей

## Норк-Мараш
- Сады Норк

## Нубарашен

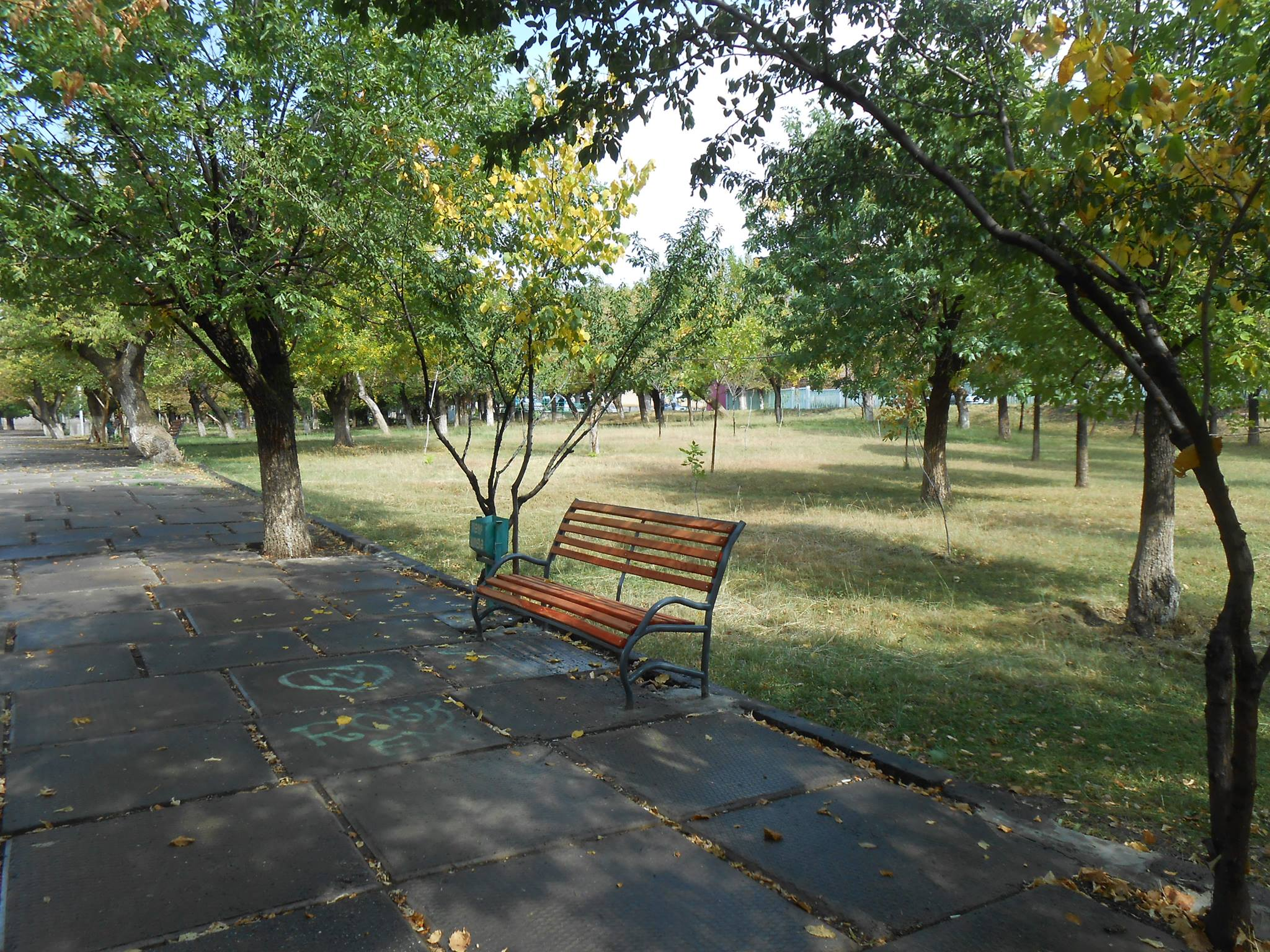

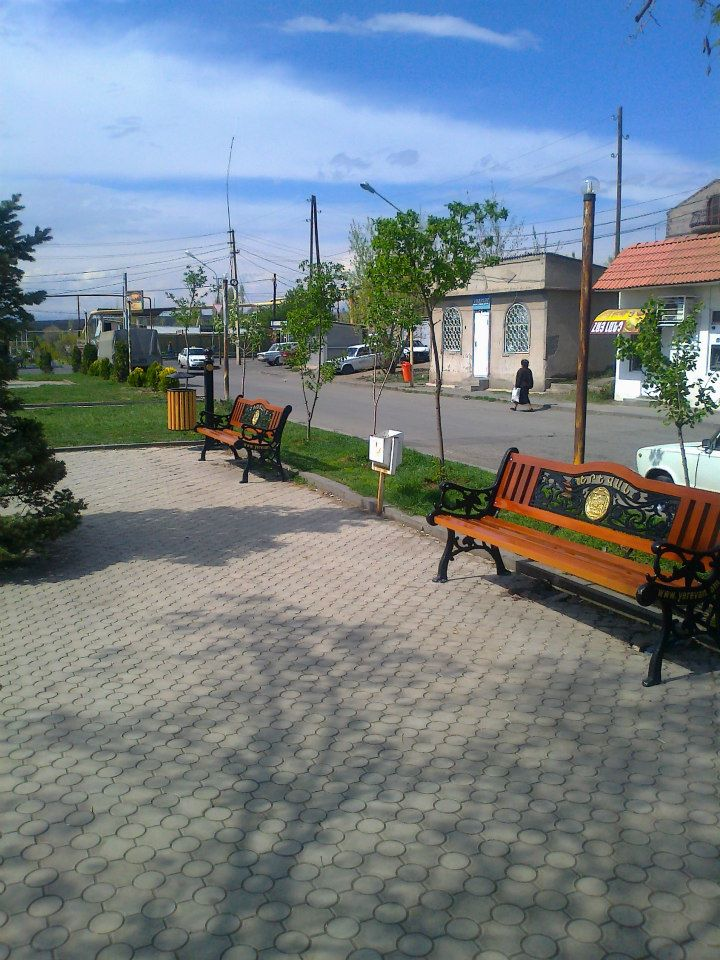

- Центральный парк Нубарашен

- Парк Нубара Нубаряна

## Шенгавит

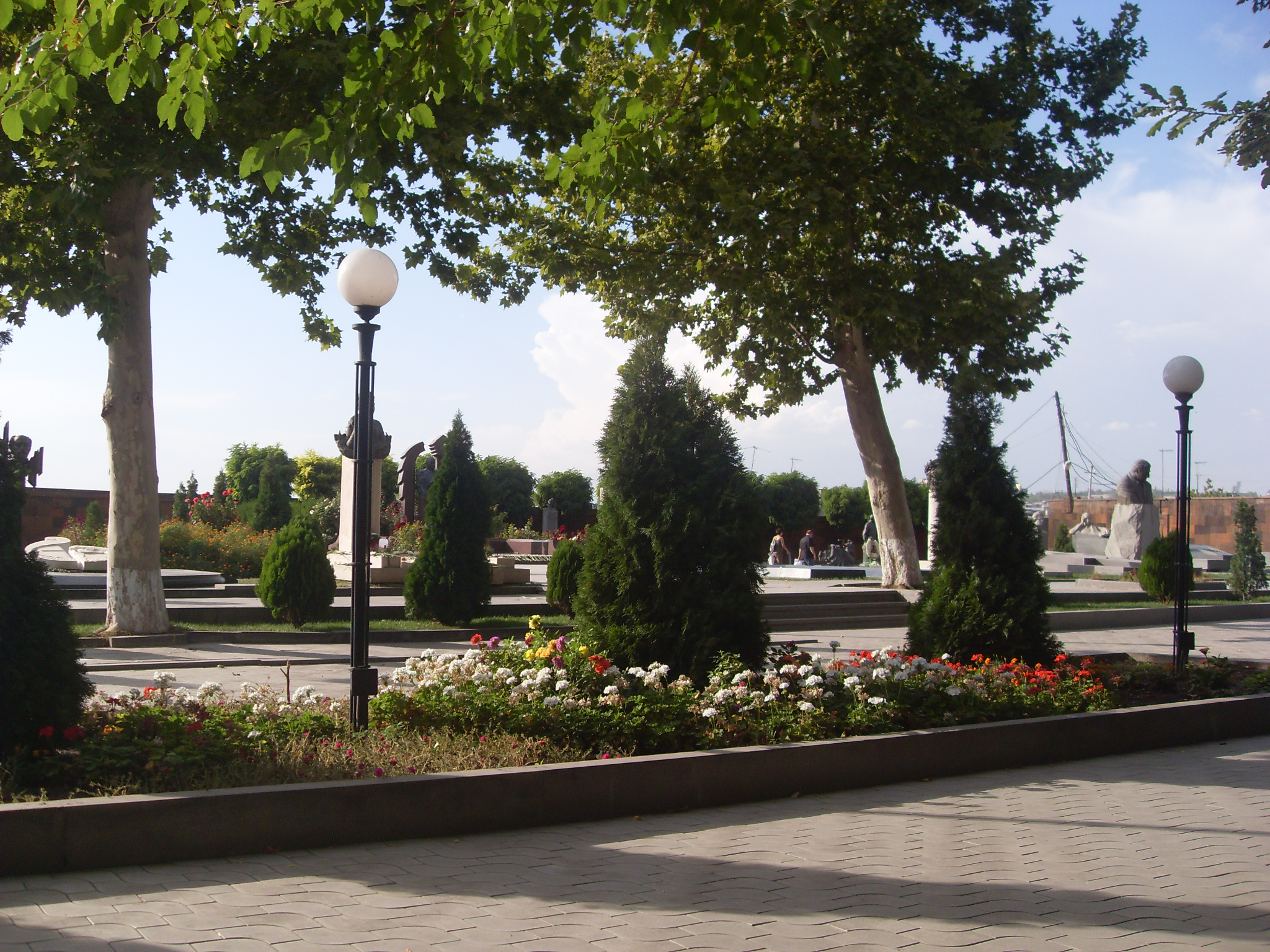

- Пантеон имени Комитаса

- Парк имени Артура Карапетяна

- Парк Шогакат

## Канакер-Зейтун

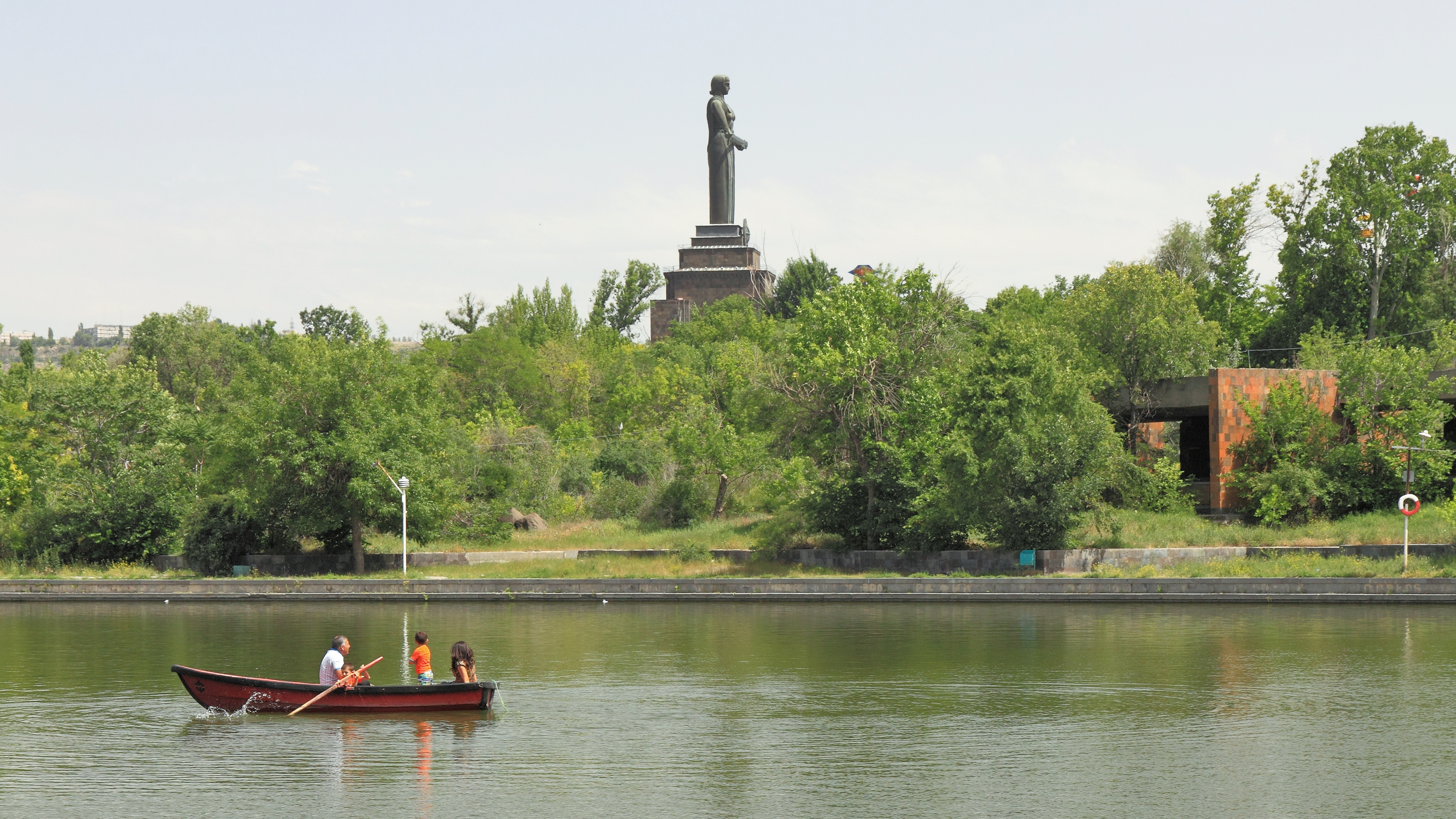

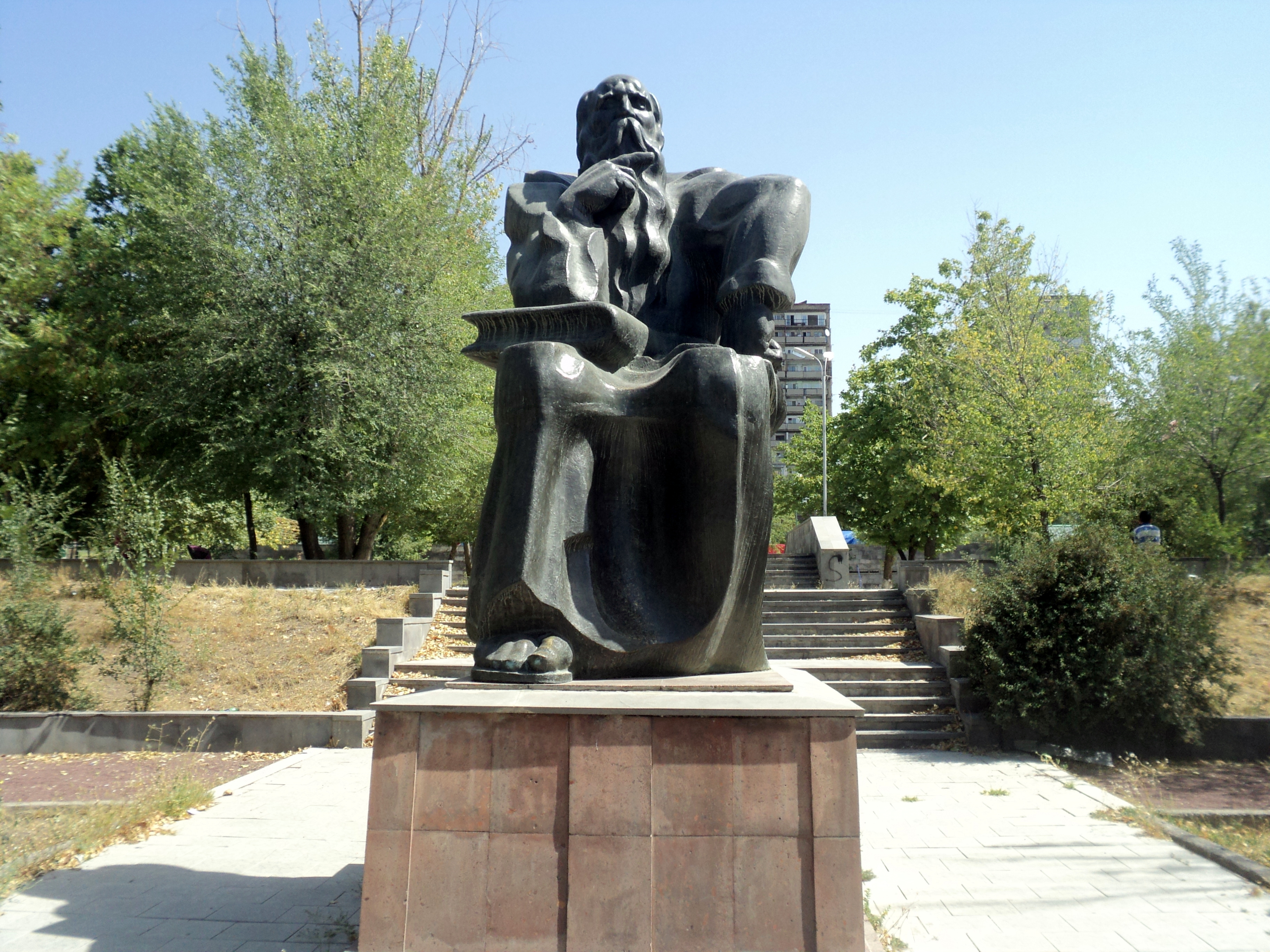

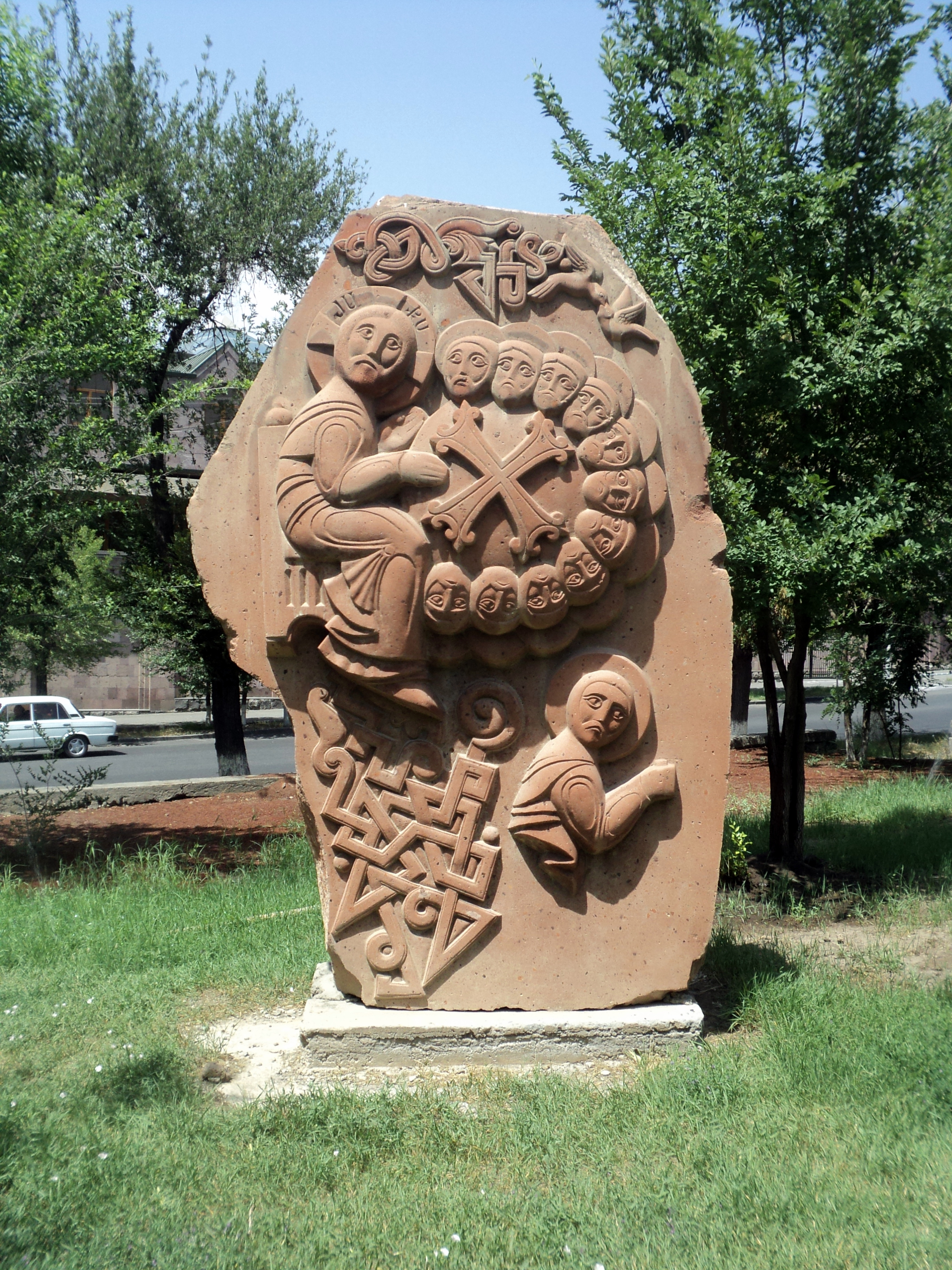

- Парк Победы

- Парк Давида Анахта

- Сад Паруйра Севака

## Нор-Норк

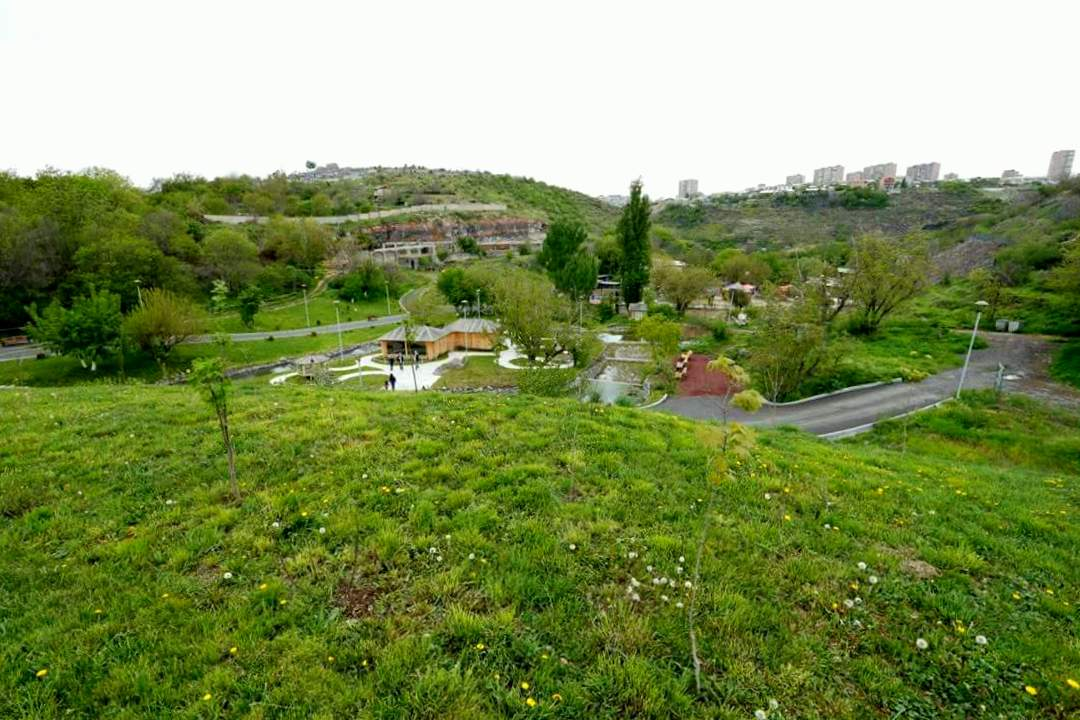

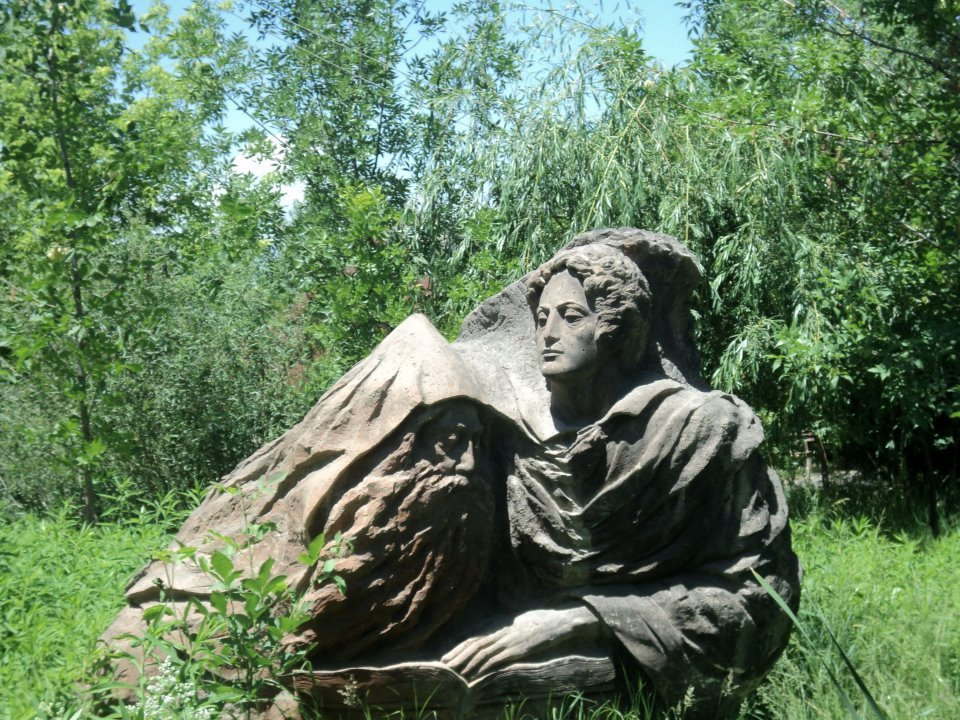

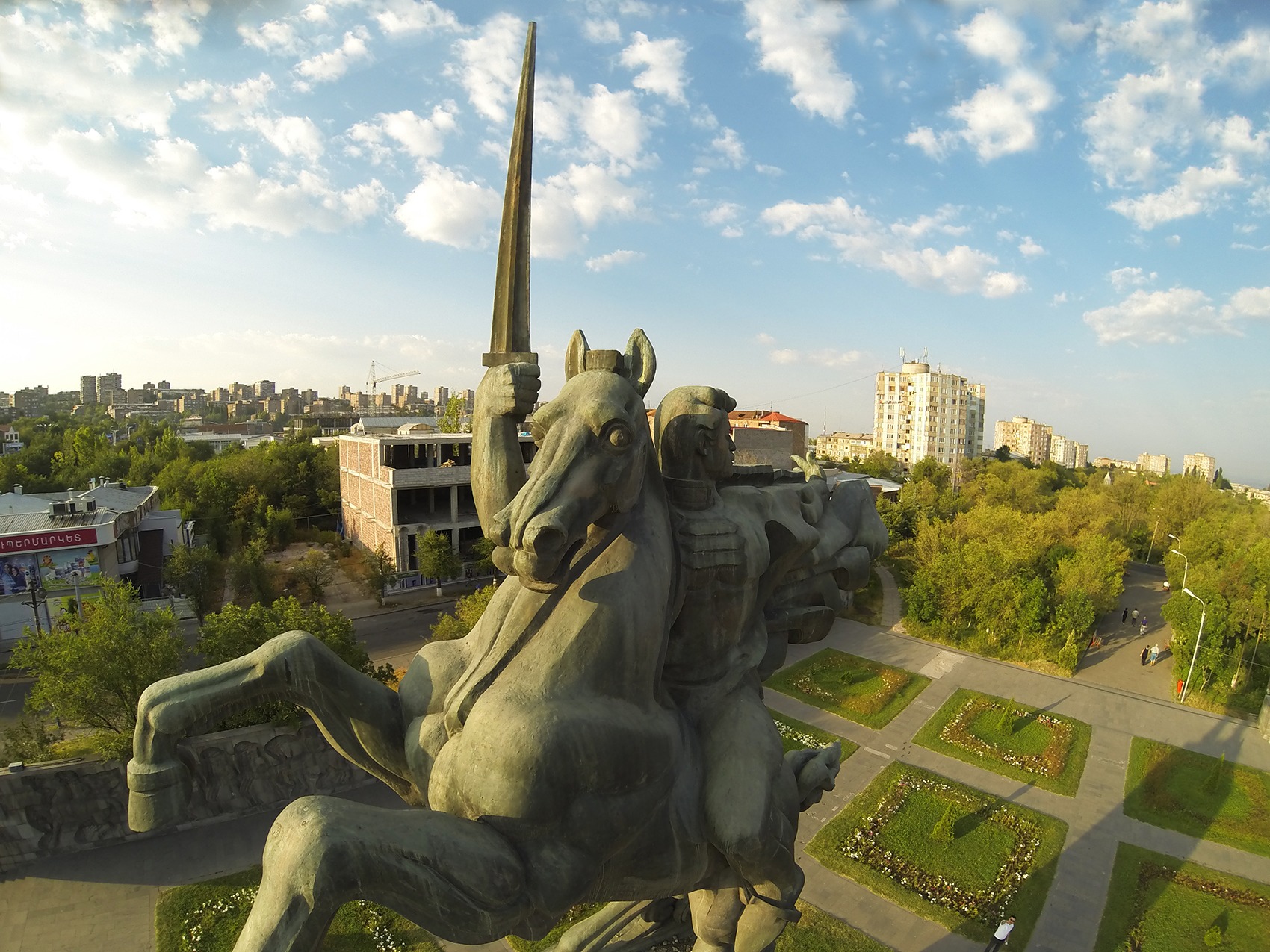

- Ереванский зоопарк

- Парк Фриджова Насена

- Сад Сурена Назаряна

- Парк Васпуракана
- Парк Тиграна Великого
- Парк Татула Крпеяна

## Малатия-Себастия

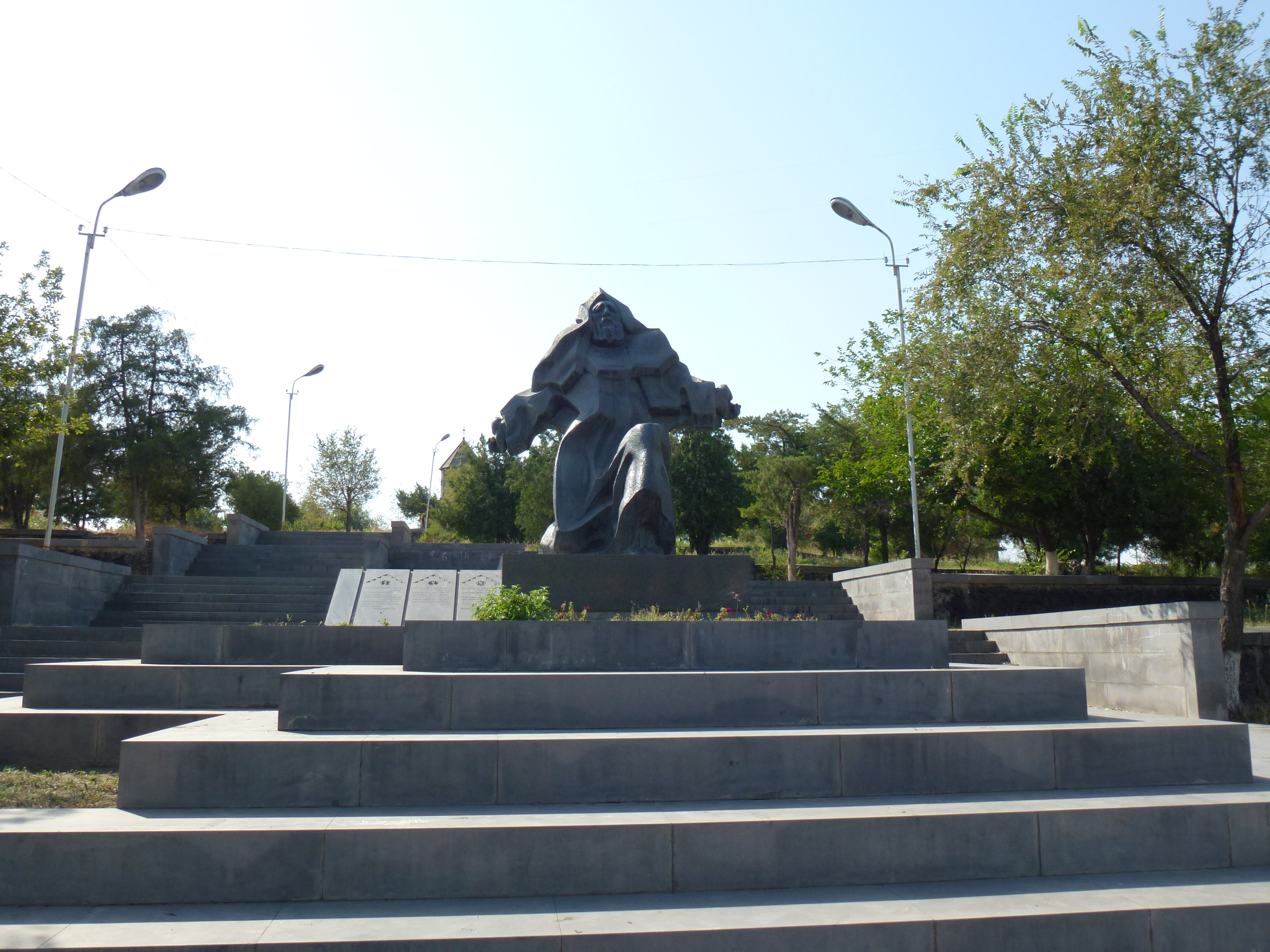

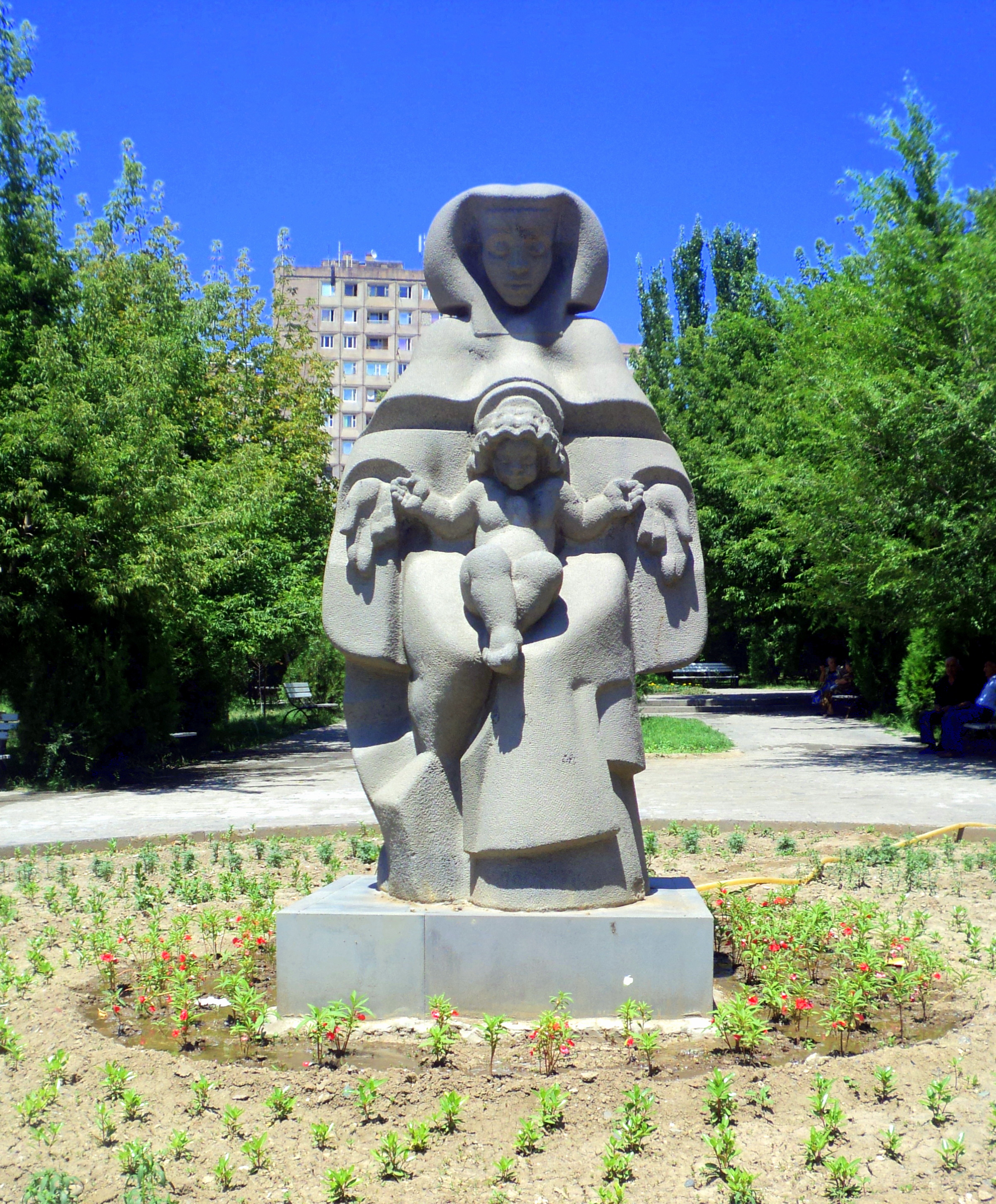

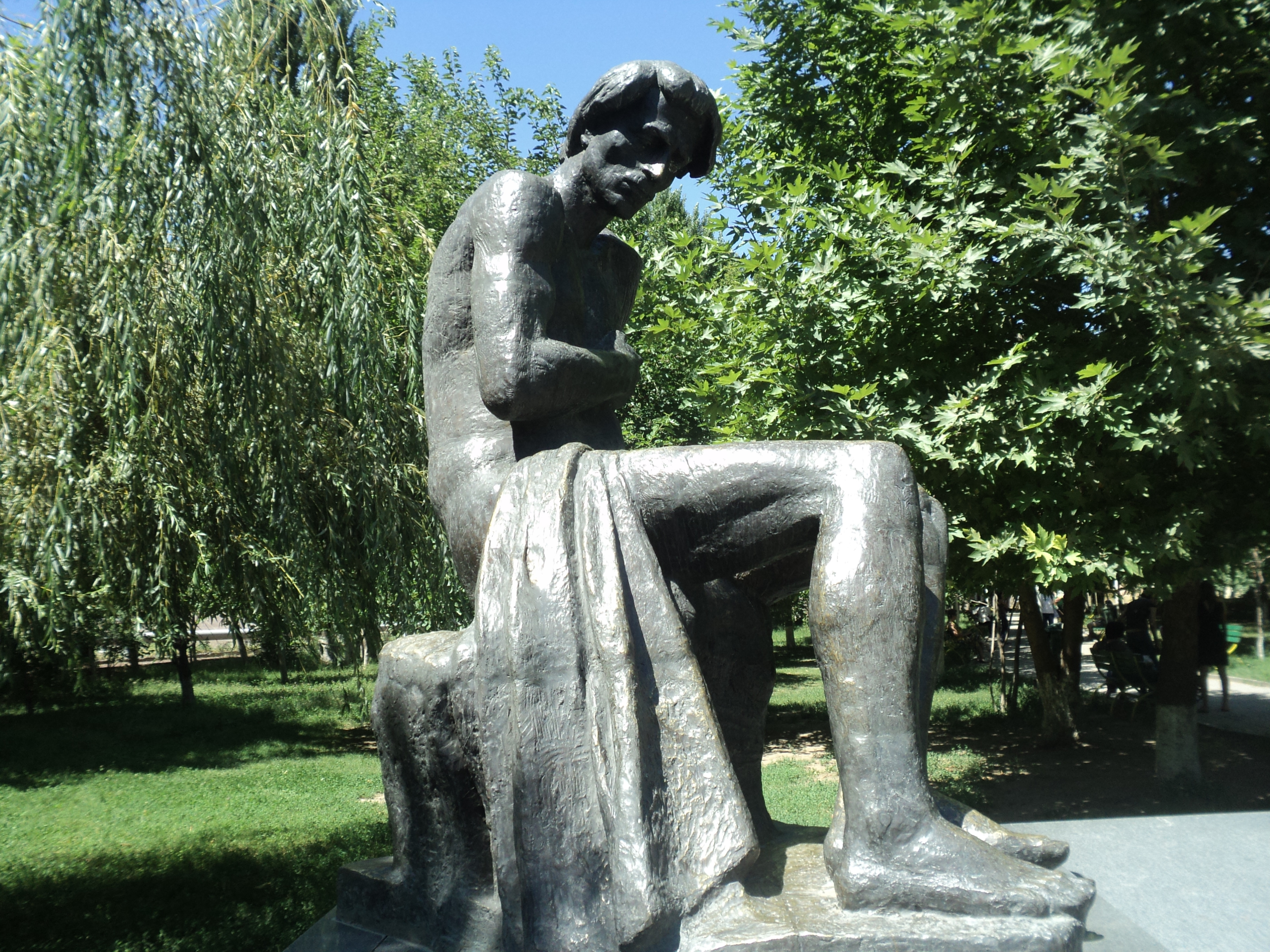

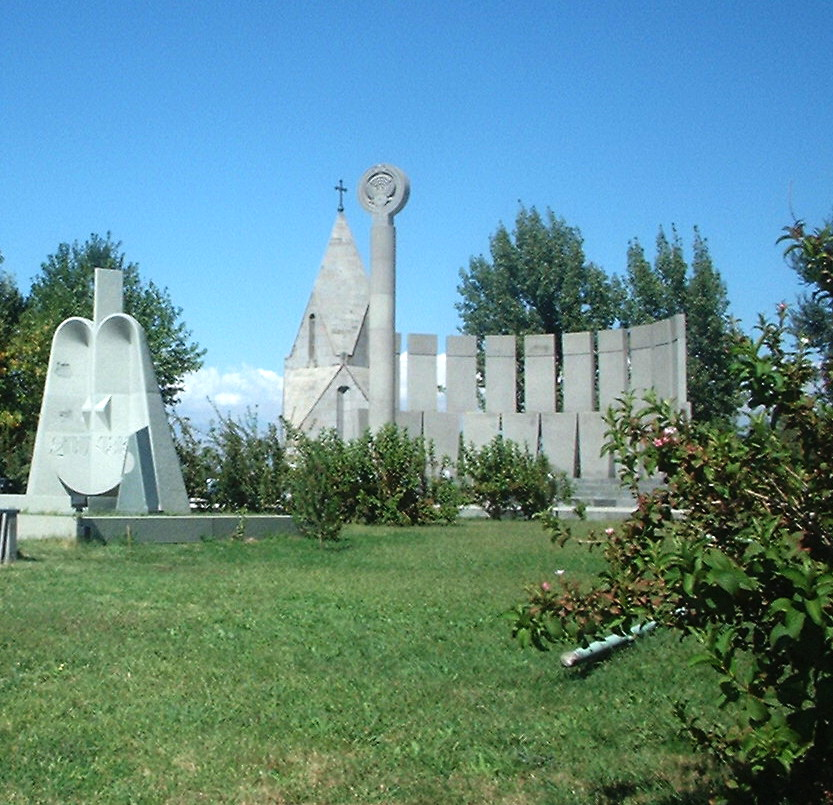

- Ереванский парк

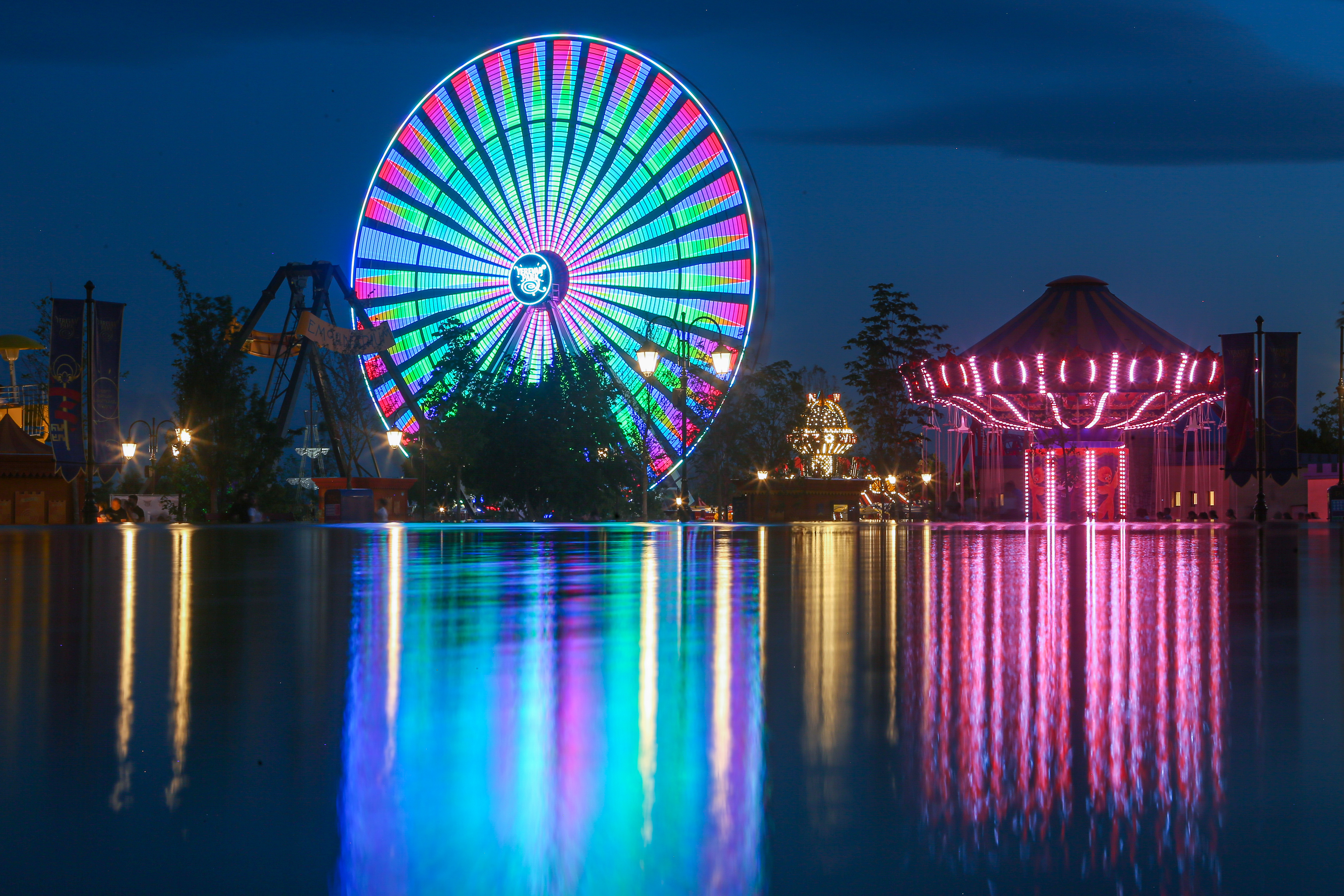

- Патриотический мемориальный парк войны

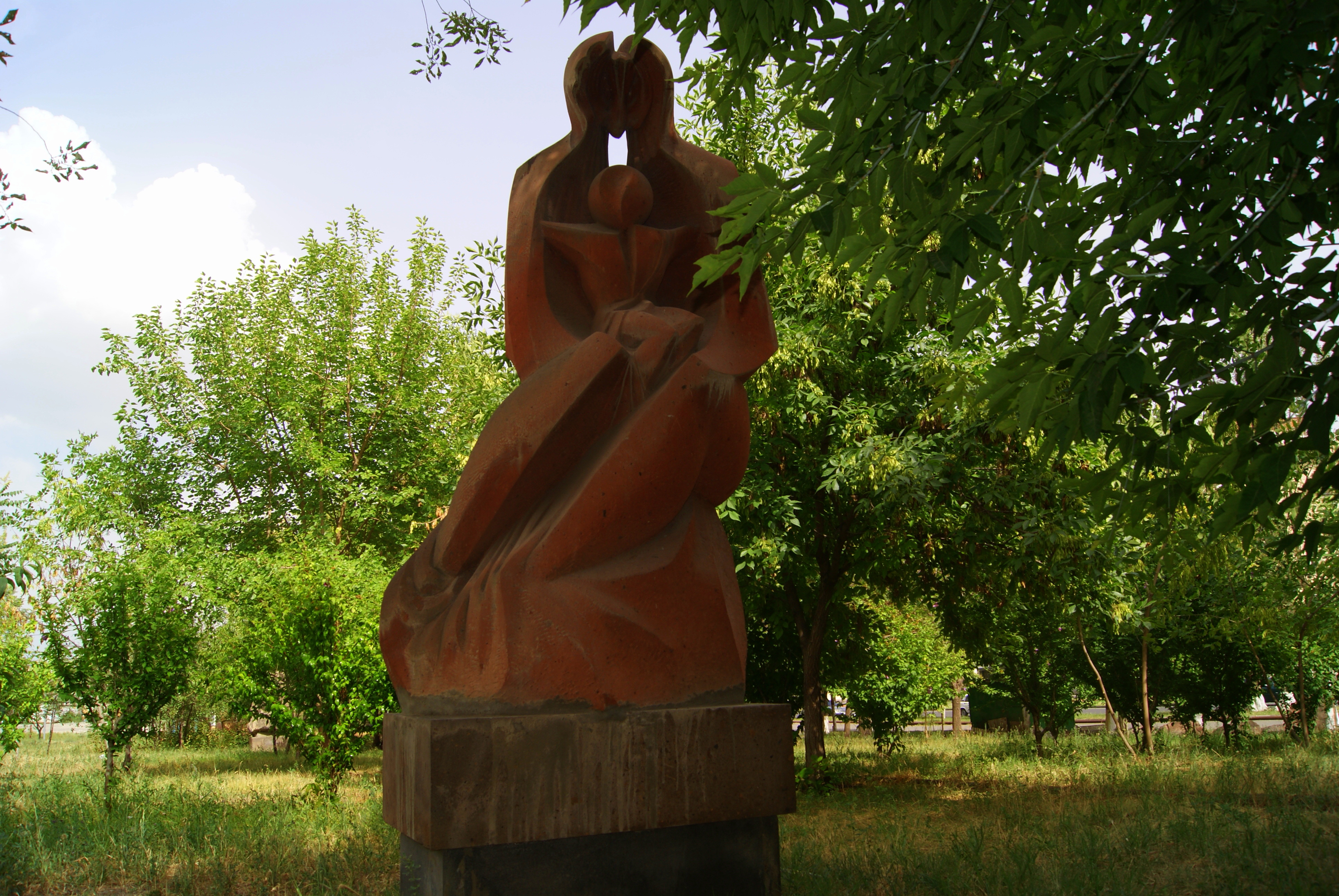

- Молодёжный парк
- Парк Вахана Затикяна

- Сад Малатия

- Материнский парк

- Парк любви и веры
- Парк Юрия Бахшяна
- Итальянский парк
- Парк Чинар

- Парк Ераблур

## Кентрон

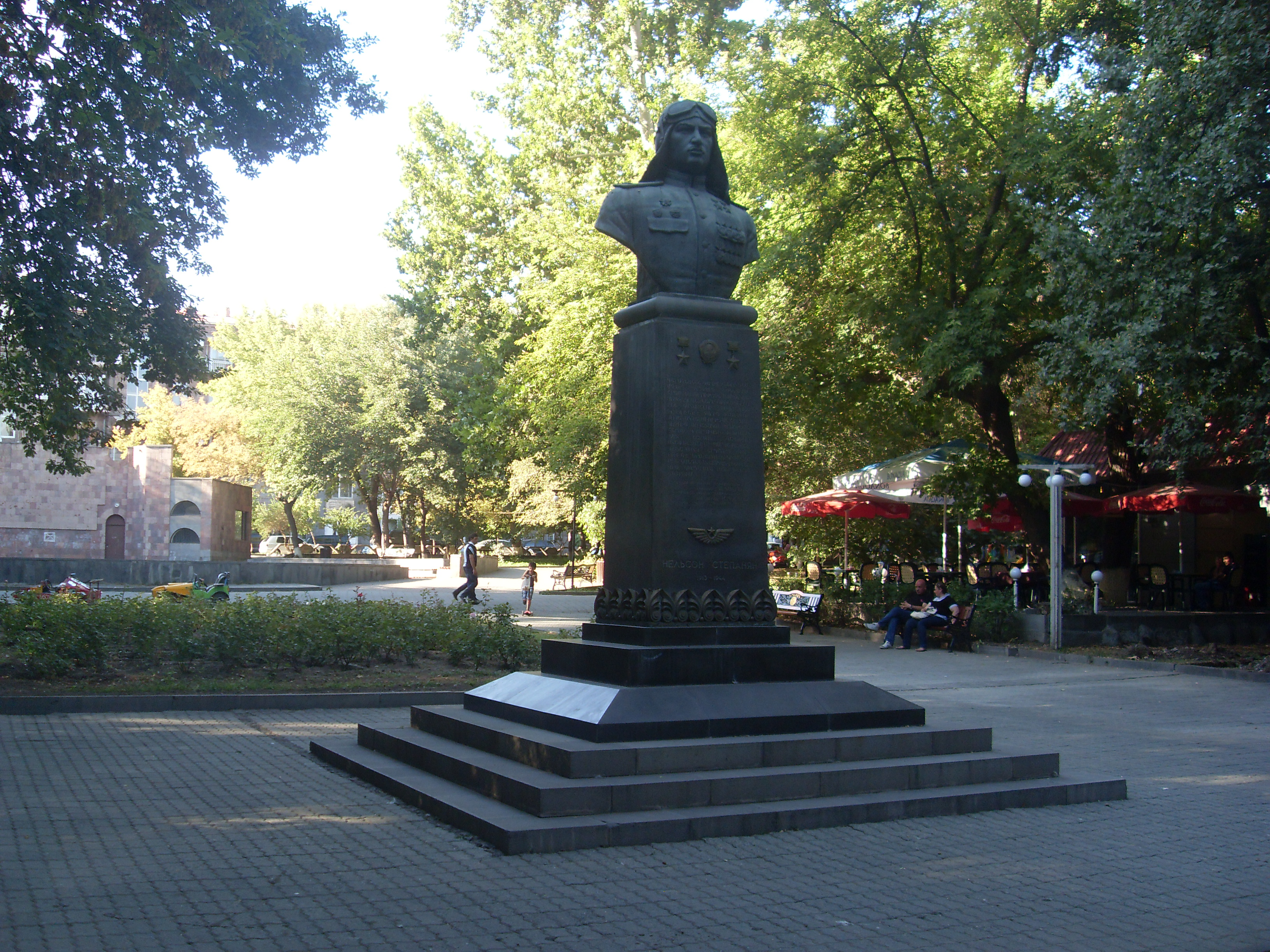

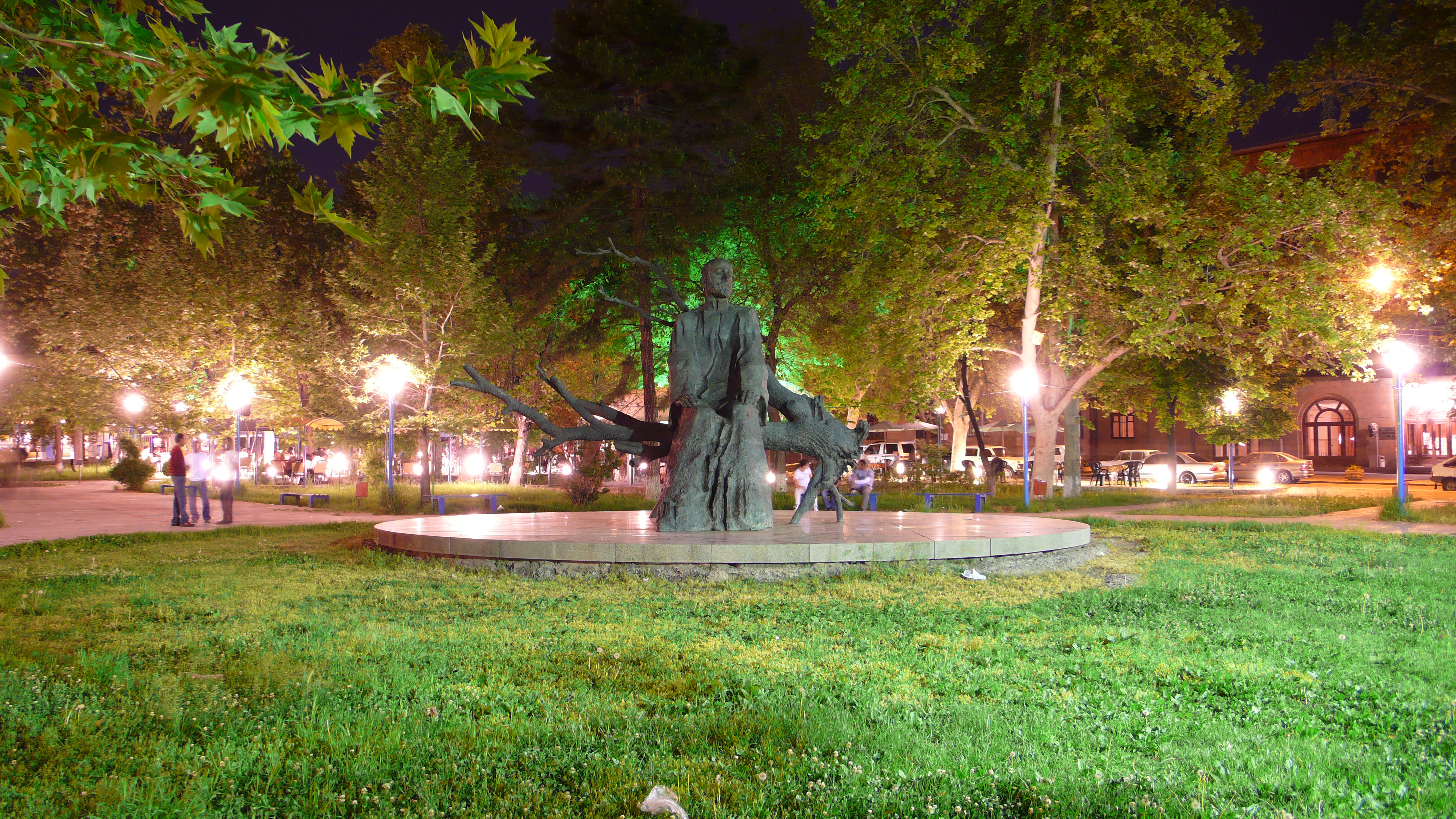

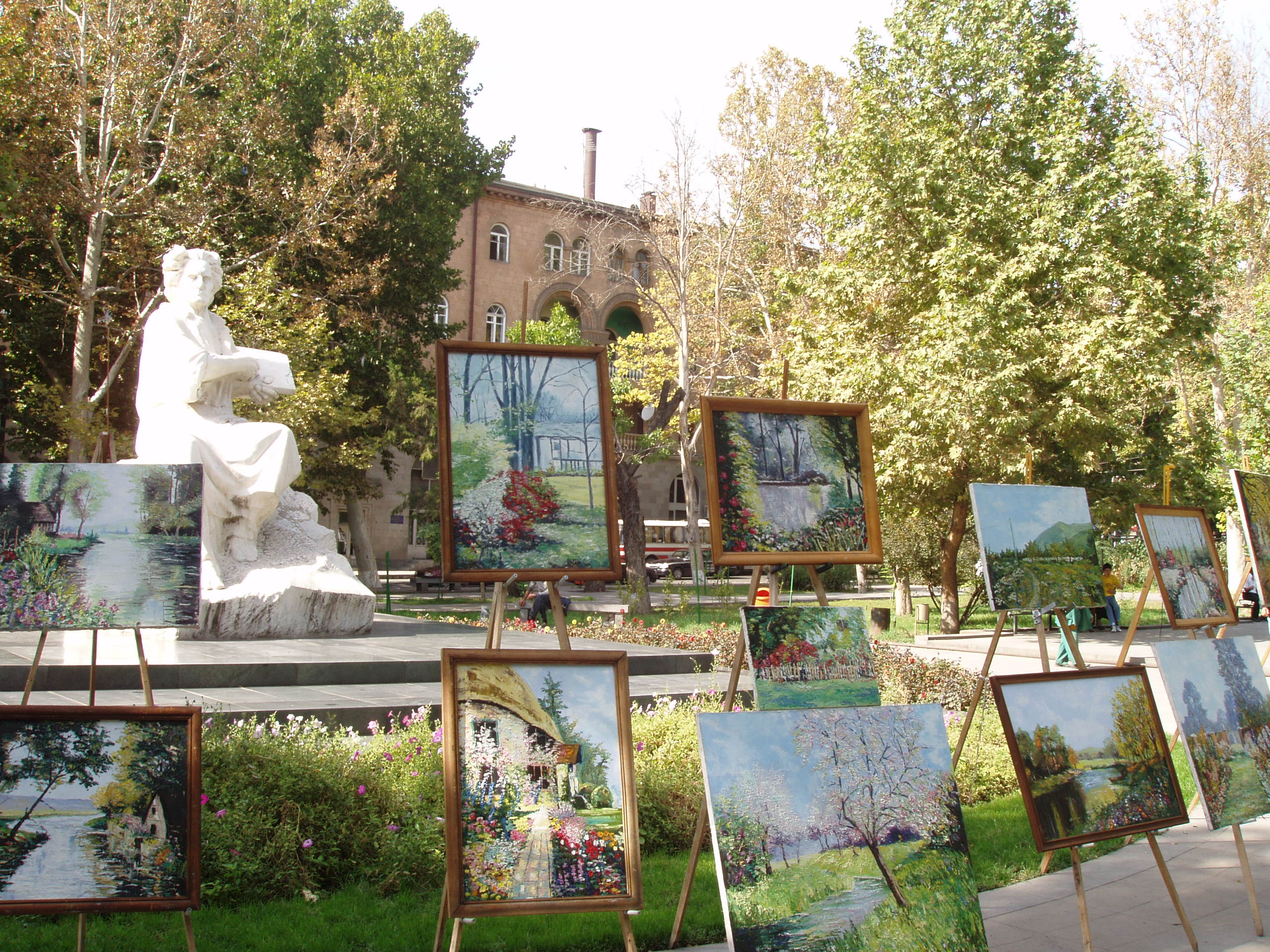

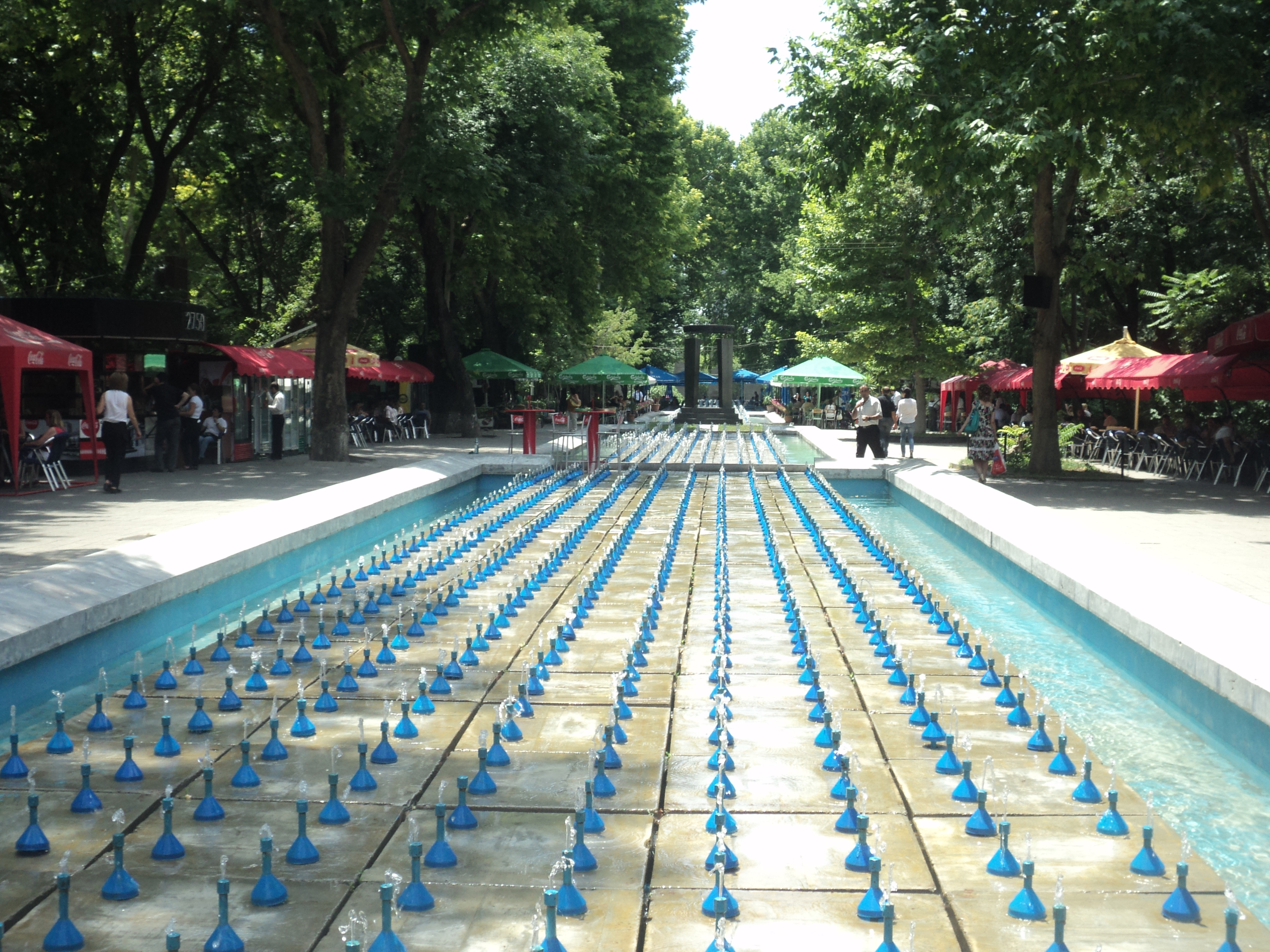

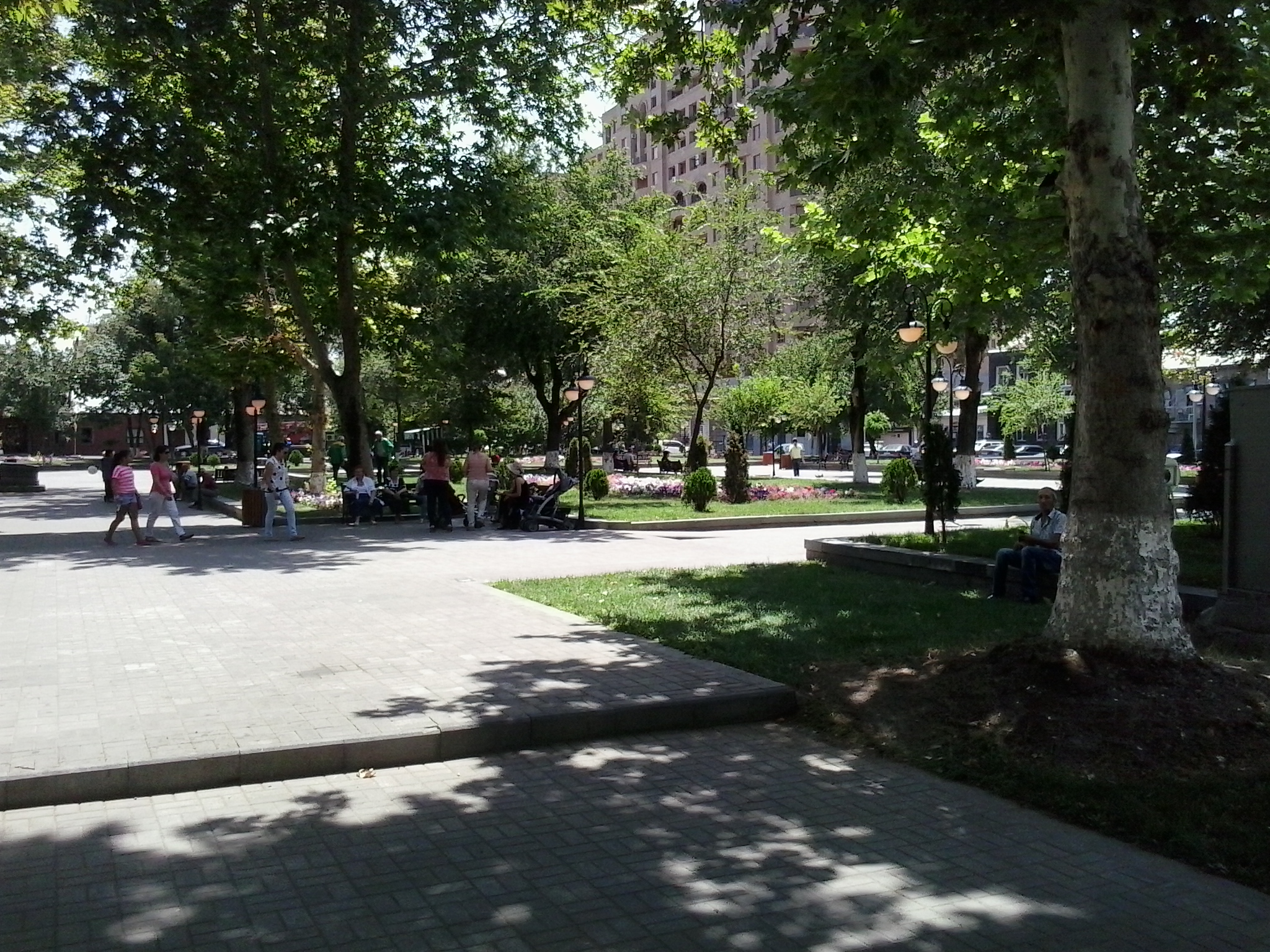

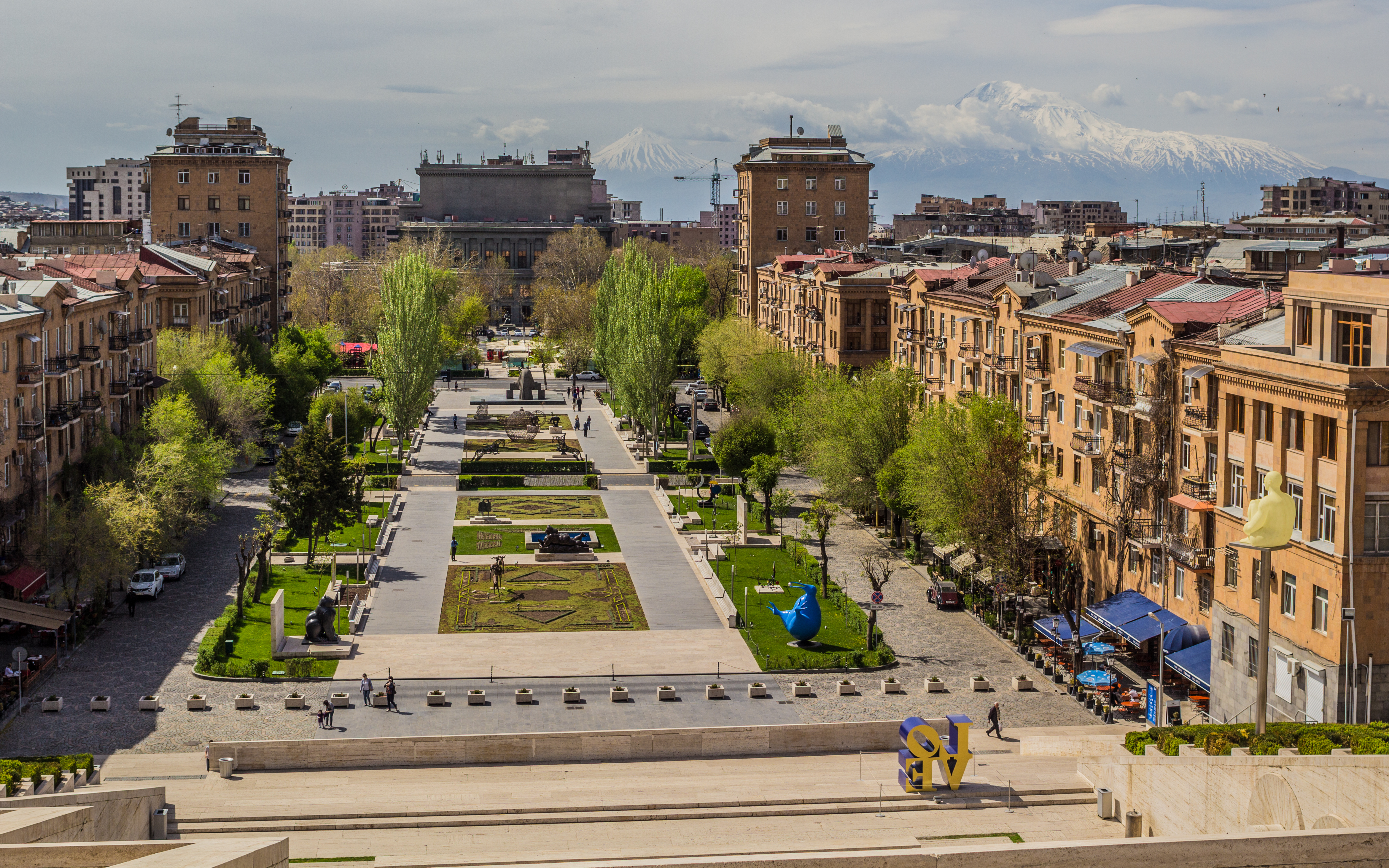

- Детский парк

- Английский парк

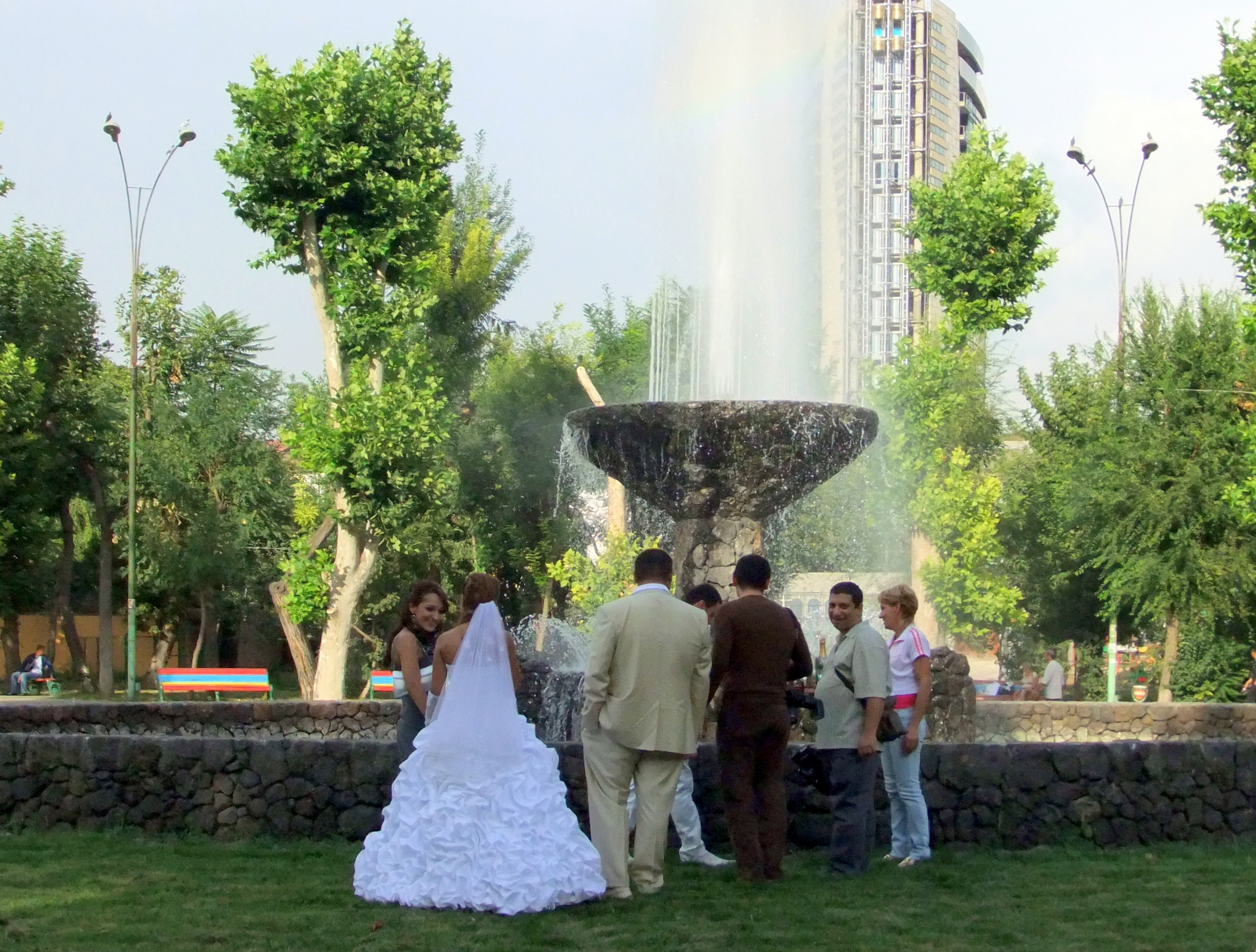

- Ереванская детская железная дорога

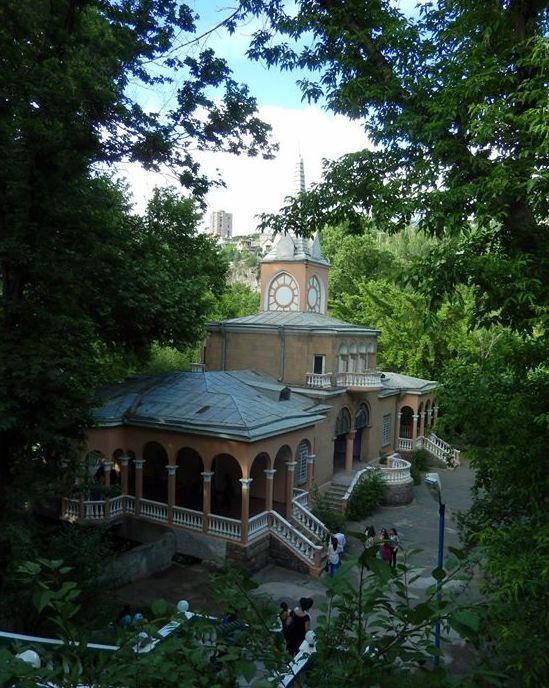

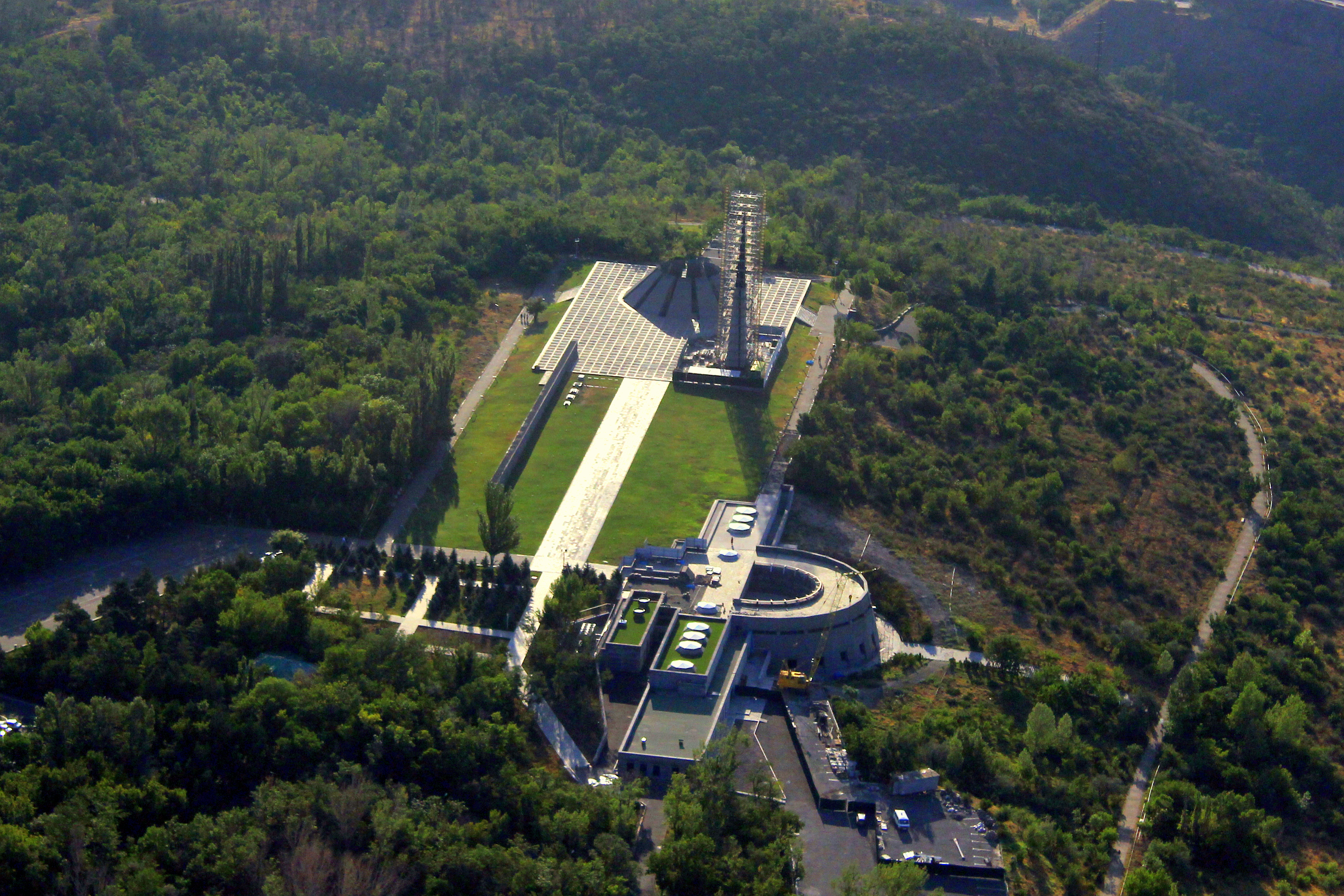

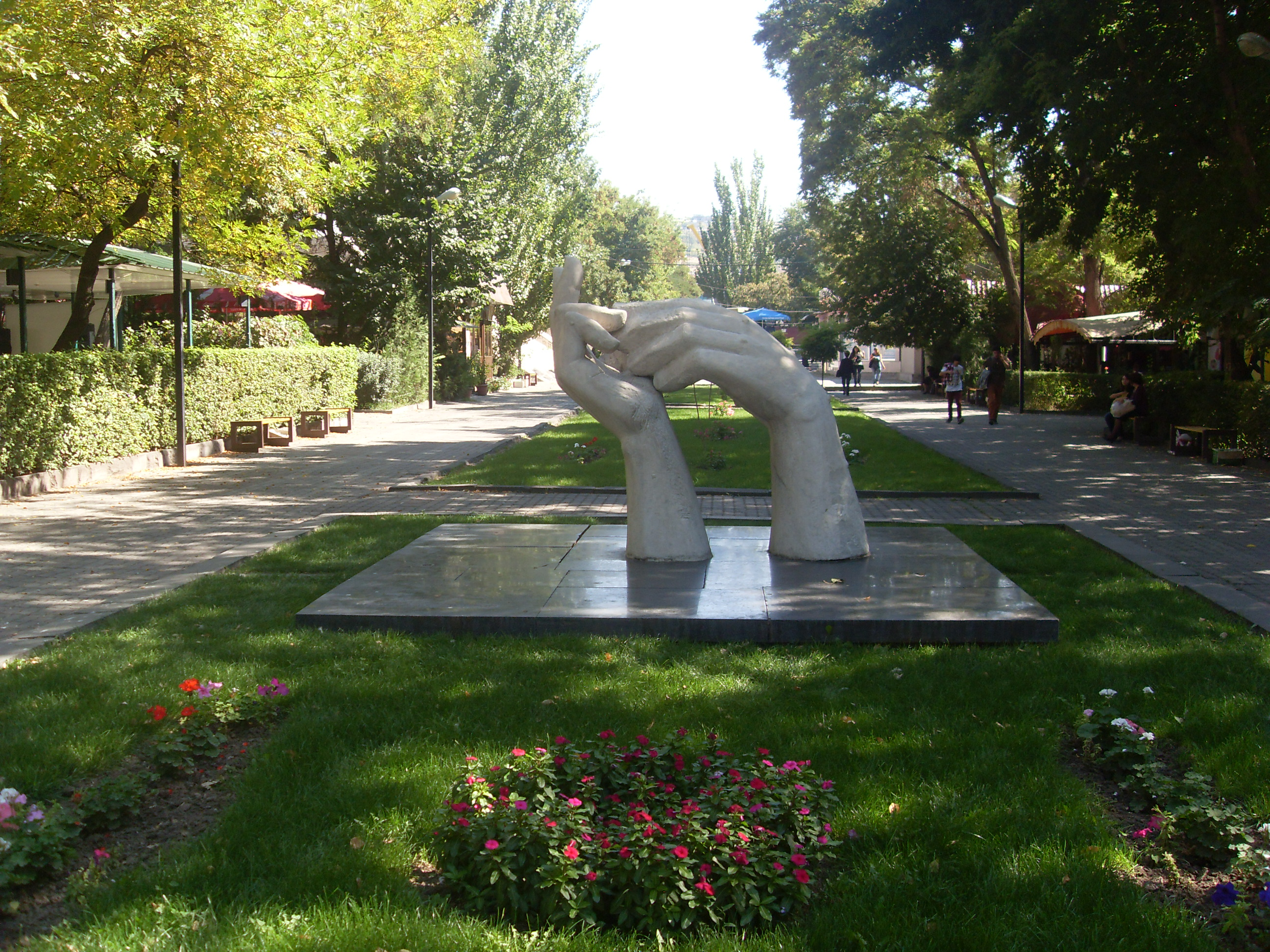

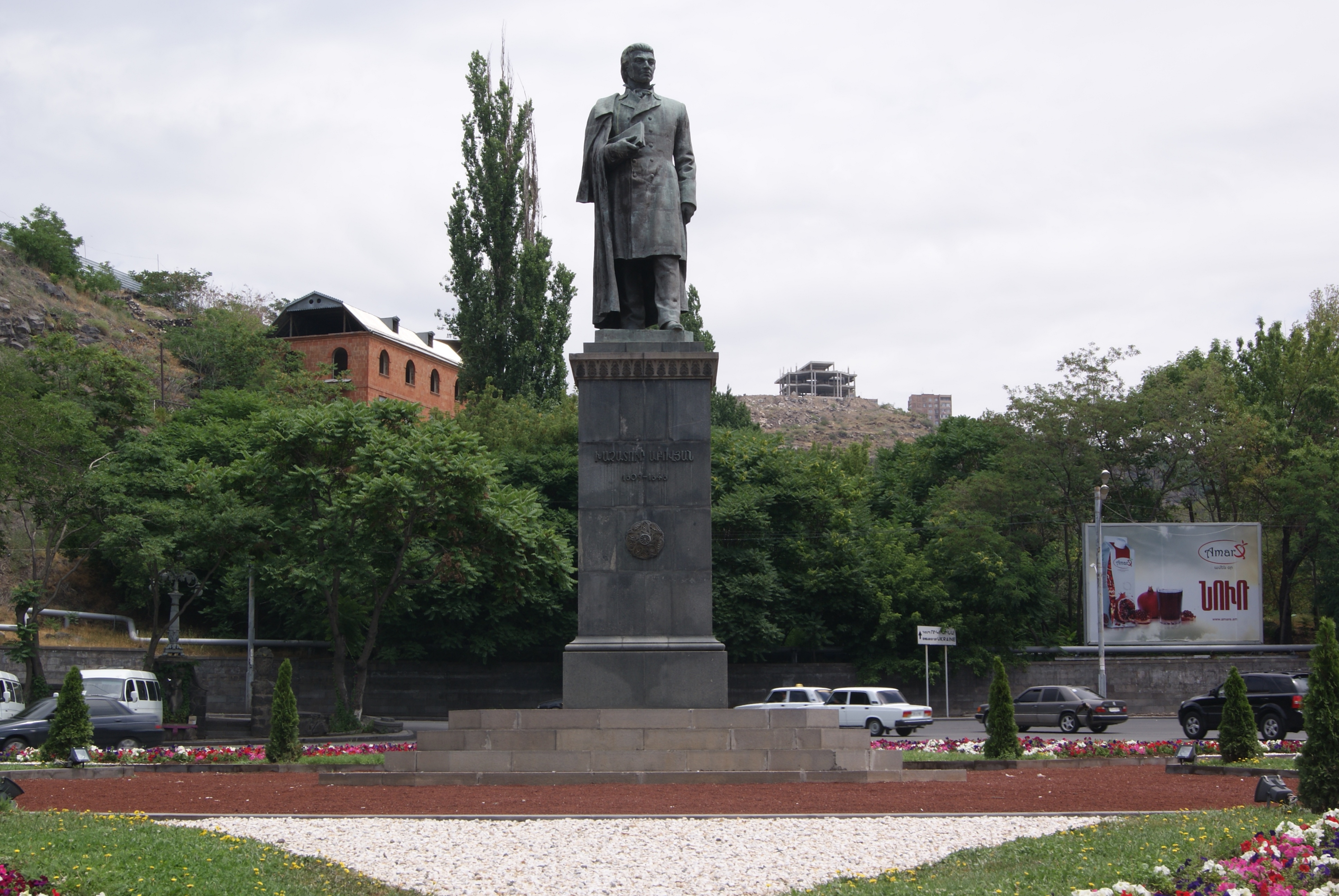

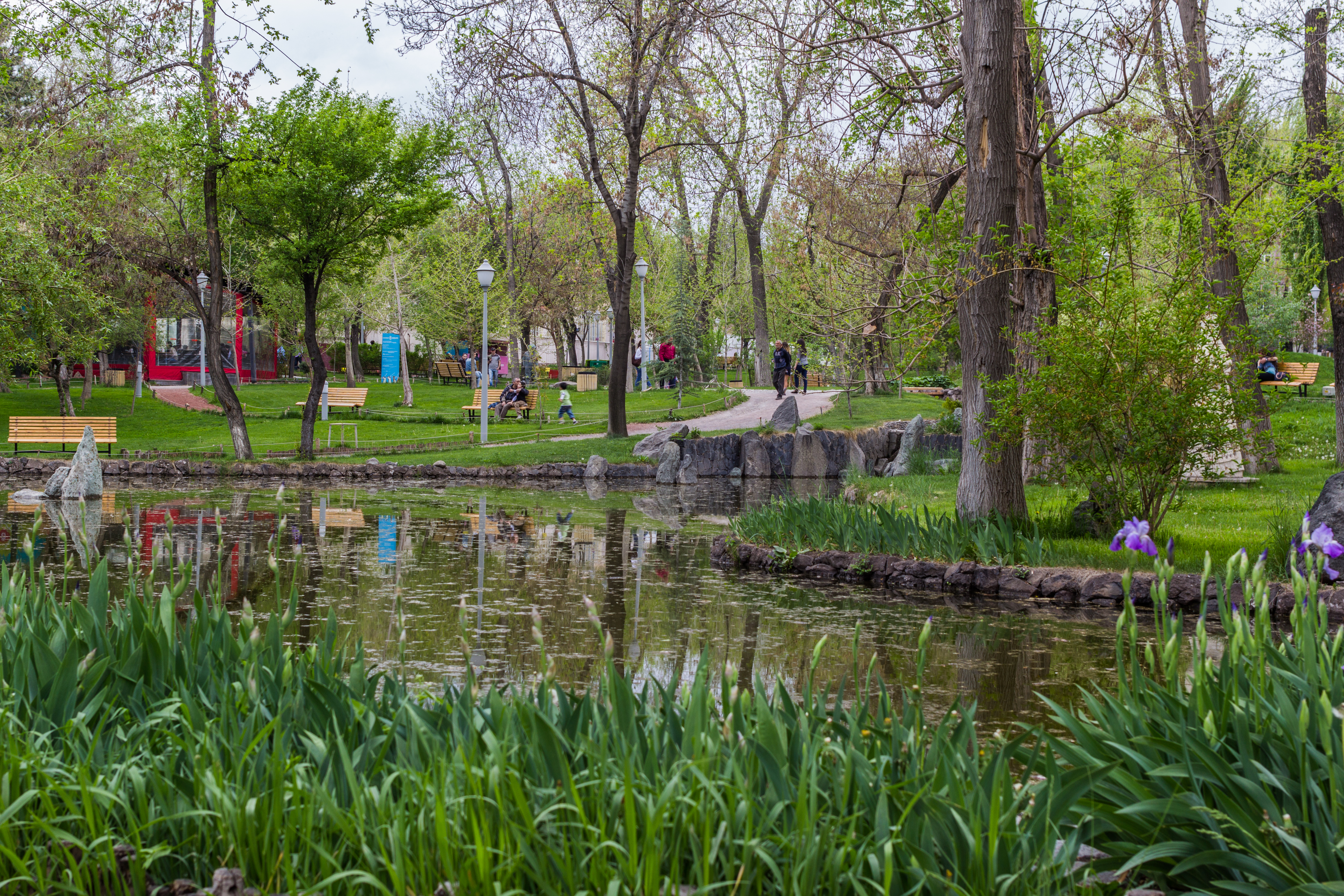

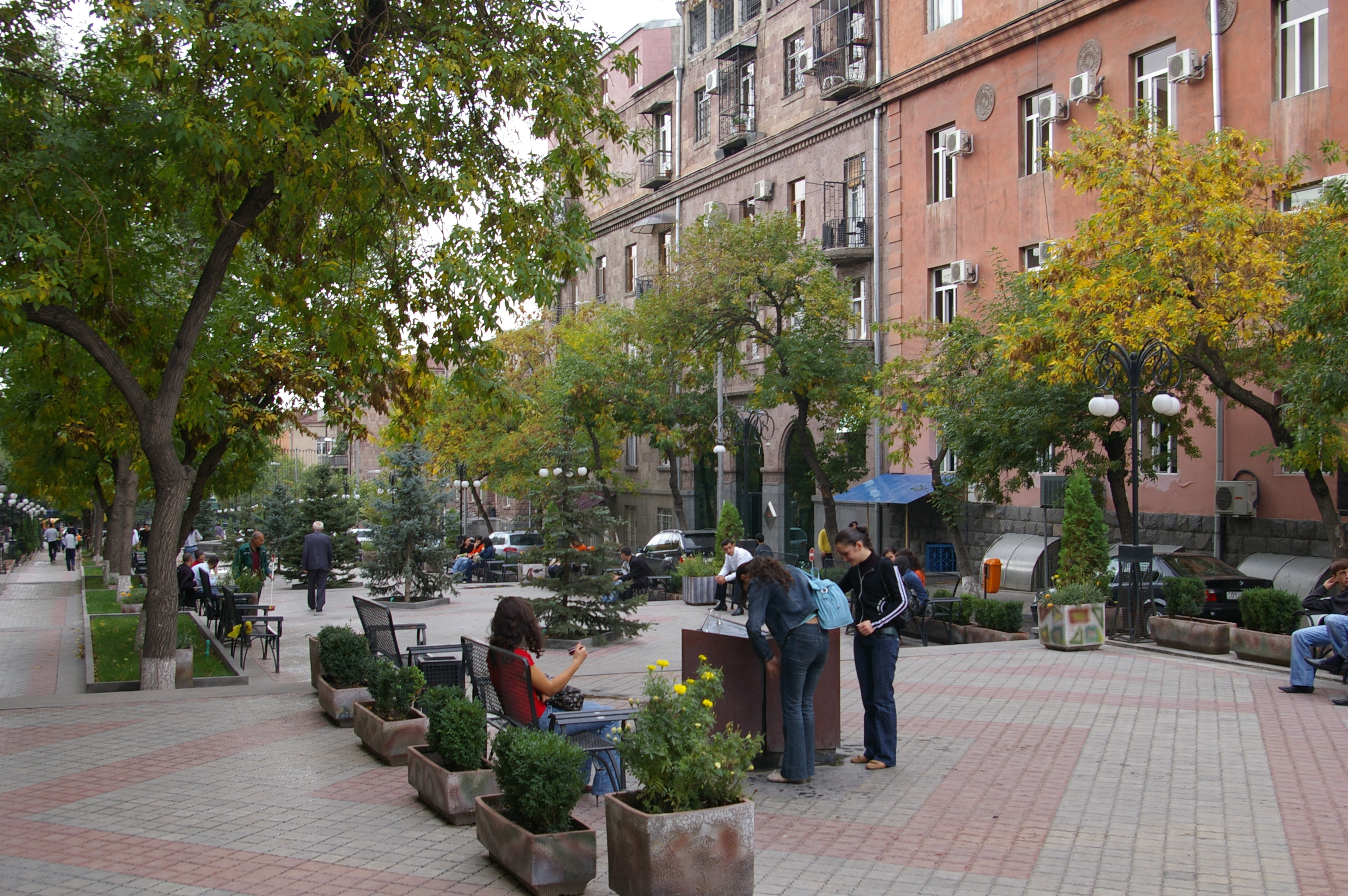

- Парк Цицернакаберд

- Кольцевой бульвар

- Парк Хачатура Абовяна

- Парк влюблённых

- Московский сад

- Сад имени Комитаса

- Сквер имени Мартироса Сарьяна

- Сад Шахумян

- Сквер Мисака Манушяна

- Центр искусств Гафесчяна